# انکار هولوکاست
انکار هولوکاست (به انگلیسی: Holocaust denial) عمل انکار نسل‌کشی یهودیان در جریان هولوکاست در جنگ جهانی دوم است. منکران هولوکاست یک یا چند مورد از موارد زیر را اظهار می‌کنند:
- راه حل نهایی آلمان نازی فقط اخراج یهودیان از رایش سوم را هدف قرار داده بود و شامل از بین بردن آنان نمی‌شد.
- مقامات نازی، از اردوگاه‌های مرگ و اتاق‌های گاز برای کشتار جمعی نسل‌کشانه یهودیان استفاده نکردند.
- شمار واقعی یهودیان کشته‌شده، به‌طرز قابل توجهی از شمارش تاریخی پذیرفته شده ۵ الی ۶ میلیون نفر کمتر است، یعنی معمولاً نزدیک به یک‌دهم آن تعداد.

از آن‌جا که انکار هولوکاست وجه مشترکی از موارد به‌خصوصی از پروپاگاندای نژادپرستی می‌باشد، در بسیاری از مکان‌هایی که روی می‌دهد یک مسئله اجتماعی جدی به‌شمار رفته و در چندین کشور اروپایی ازجمله آلمان و همچنین اسرائیل غیرقانونی است. انکار هولوکاست توسط برخی دولت‌های خاورمیانه‌ای، از جمله دولت ایران و سوریه (حکومت بشار اسد) حمایت می‌شود.
پژوهشگران، برای توصیف متدولوژی و دیدگاه‌های منکران هولوکاست از عبارت «انکار» استفاده می‌کنند، به این منظور که آنان را از «تجدیدنظر طلبان تاریخی» عقلانی، که تفاسیر متعارفی تاریخ را، با استفاده از متدولوژی‌های تاریخی به‌ثبوت‌رسانده‌شده، به چالش می‌کشند جدا کنند. منکران هولوکاست عموماً اصطلاح «منکر» را به عنوان توصیفی مناسب از فعالیت‌هایشان نمی‌پذیرند، و به جای آن از حسن تعبیر «تجدیدنظرطلبی» استفاده می‌کنند. در حالی که برعکس، متدولوژیهای منکران هولوکاست اغلب بر یک نتیجه‌گیری از قبل تعیین شده‌ استوار است که شواهد منکوب‌کننده تاریخی را نادیده می‌گیرد (بنابراین در این مقاله از عبارت منکر به جای تجدیدنظرطلب استفاده می‌شود). در برخی دولت‌های پسا-شوروی، منکران هولوکاست، خودِ این واقعیت که کشتار دسته جمعی یهودیان اتفاق افتاده را انکار نمی‌کنند، بلکه برخی عناصر ملی یا منطقه‌ای هولوکاست را منکر می‌شوند.
بیشتر منکران هولوکاست، یا به‌طور صریح یا تلویحاً اظهار می‌کنند، که هولوکاست کلک‌بازی — یا مبالغه‌ای — است که از درون توطئه یهودی حساب‌شده برخاسته و به منظور پیش‌بردن منافع یهودیان به قیمت منافع دیگران طراحی شده‌است. به همین دلیل، به‌طور کلی انکار هولوکاست یک تئوری توطئه یهودستیزانه به حساب می‌آید.

## اصطلاح‌شناسی و ریشه‌شناسی
منکران هولوکاست ترجیح می‌دهند که به کارشان به عنوان تجدید نظر طلبی (یا بازنگری) تاریخی اشاره شود، و به این که به آن‌ها «منکران» گفته شود اعتراض دارند. پروفسور دانشگاه اموری، دبورا لیپستات نوشته‌است که: «انتخاب نام تجدیدنظرطبان از سوی منکران برای توصیف خود نشان‌گر استراتژی بنیادی آنان برای فریب دادن و تحریف کردن و تلاششان برای به تصویر کشیدن خودشان به عنوان تاریخ‌دانان عقلانی که به فعالیت عرفی روشن گری گذشته مشغولند، می‌باشد.» محققان این انتخاب نام را فریب دهنده در نظر می‌گیرند چرا که متدهای انکار هولوکاست با متدهای پذیرفتنی و عقلانی تجدیدنظر تاریخی فرق دارد. تجدید نظر طلبی تاریخی عقلانی در مصوبه‌ای که در ۸ نوامبر ۱۹۹۱ توسط دپارتمان تاریخ دانشگاه دوک تصویب شده‌است، تشریح شده و در ۱۳ نوامبر ۱۹۹۱ از جانب بردلی آر اسمیت (Bradley R Smith) در پاسخ به تبلیغات ایجادشده توسط کمیته مناظره باز دربارهٔ هولوکاست، در گاه‌شمار دوک بازنشر شده‌است:
آن تاریخ‌دانانی که مداوما در تجدید نظر طلبی تاریخی مشغولند قطعاً بجا هستند؛ لکن، آنچه تاریخ دانان می‌کنند با این تبلیغات بسیار فرق دارد. تجدید نظر تاریخی رویدادهای عمده … درگیر فعلیت این رویدادها نیست؛ در عوض، درگیر تفسیر تاریخی آن هاست – به‌طور کلی علل و پیامدهایشان.
لیپستاد می‌نویسد که انکار هولوکاست امروزی الهامش را از خاستگاه‌های مختلفی بیرون می‌کشد، از جمله مکتبی فکری که متدی تثبیت شده را برای زیر سؤال بردن سیاست‌های دولت به کار می‌گیرد. در ۱۹۹۲ میلادی دونالد نیویک از این که چگونه تجدید نظر طلبی تاریخی عقلانی—بررسی دوباره تاریخ پذیرفته شده و به روز رسانی آن با اطلاعات جدیداً کشف شده کم‌تر جهت دار و دقیق تر—می‌تواند حینی که واقعیت‌های جدید ظاهر شدند به مطالعه دربارهٔ هولوکاست اعمال شود و ادراک تاریخی از آن را تغییر دهد، نمونه‌هایی را ارائه کرد:
با توجه به این که مشخصه‌های اصلی هولوکاست به وضوح برای همه به جز آن که عمداً نابیناست روشن است، تاریخ دانان توجهشان را به سوی جنبه‌هایی از داستان معطوف کرده‌اند که در آن‌ها شواهد ناقص یا مبهم است. این‌ها به هیچ وجه مسائل کوچکی نیستند، اما به مسائلی مانند نقش هیتلر در رویداد، پاسخ‌های یهودیان به ظلم و جور، و عکس العمل‌های ناظران هم در درون و هم بیرون اروپای تحت کنترل نازی معطوف شده‌است.
در مقابل، حرکت انکار هولوکاست رویکرد خود را در این ایده از قبل معین شده پایه گذاشته‌است که هولوکاست، آن طور که توسط تاریخ‌نگاری باب روز درک شده رخ نداده‌است. منکران هولوکاست تلاش می‌کنند تا تاریخ را با کم‌اهمیت جلوه دادن، انکار یا صرفاً در نظر نگرفتن واقعیت‌های اساسی بازنویسی کنند، که گاهی «نفی‌گری» نامیده می‌شود، مأخوذ شده از عبارت فرانسوی نگاسیونیسم (négationnisme) که توسط هانری روسو معرفی شده. کنراد الست می‌نویسد:
نفی‌گری به معنی انکار جنایات تاریخی توسط بشریت است. [نفی گری] تفسیری دوباره از واقعیت‌های شناخته شده نیست، بلکه انکار واقعیت‌های شناخته شده‌است. عبارت نفی گری به عنوان نام حرکتی برای انکار یک جنایت به خصوص علیه بشریت، نسل‌کشی نازی‌های علیه یهودیان در ۱۹۴۱ الی ۱۹۴۵ میلادی، که همچنین تحت عنوان هولوکاست (یونانی: همه سوزی) یا شائوه (عبری: بلا) شناخته می‌شود، رواج پیدا کرده‌است. نفی گری غالباً با کوشش جهت بازنویس تاریخ به طریقی که واقعیت هولوکاست از قلم بیفتدشناخته می‌شود.
برخی از طرفداران هولوکاست، معتقدند عبارت انکار هولوکاست برای تفکیک دیدگاه سیاسی ردکننده از دیدگاه تاریخی بازنگری خواه، به کار می‌رود. از این رو انکار هولوکاست را مفهومی سیاسی می‌دانند. متقابلاً منکران هولوکاست، آن را حرکتی علمی و بررسی‌ای تاریخشناسانه می‌دانند.
برخی دیگر از دشمنان یهودیان ازجمله برخی گروه‌های مسلمان هولوکاست را افسانه خوانده و آن را بهانه بعضی از یهودیها برای فریب اذهان عمومی در اشغال فلسطین معرفی می‌کنند.

## پیش‌زمینه

### کوشش‌ها در جهت پنهان‌کردن سوابق تاریخی

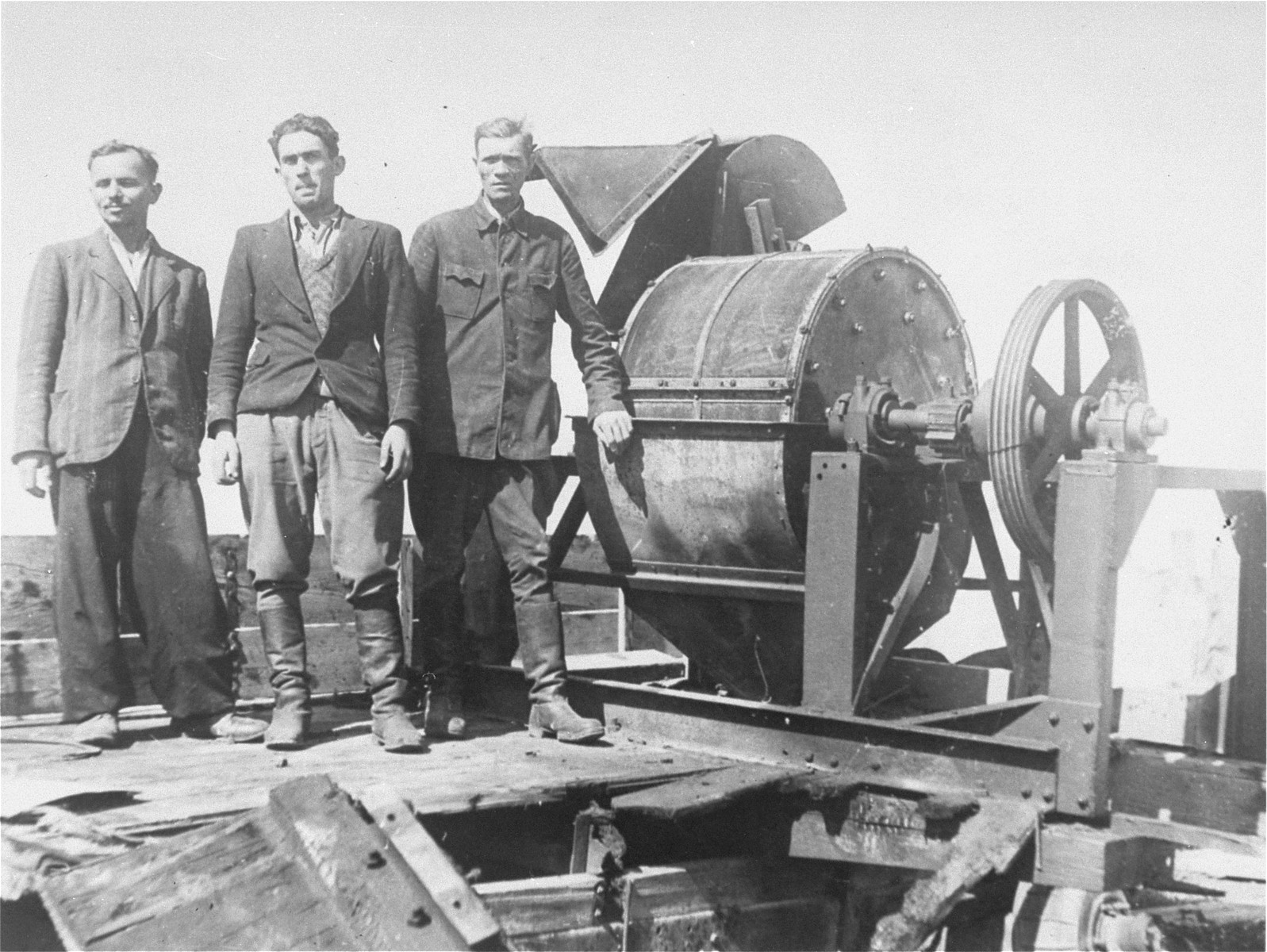
اعضای یگان سوندرکوماندو ۱۰۰۵ در کنار یک ماشین استخوان-خردکنی در اردوگاه کار اجباری جانوسکا در لهستان اشغال‌شده به دست آلمان قرار گرفته‌اند (ژوئن ۱۹۴۳ – اکتبر ۱۹۴۳)

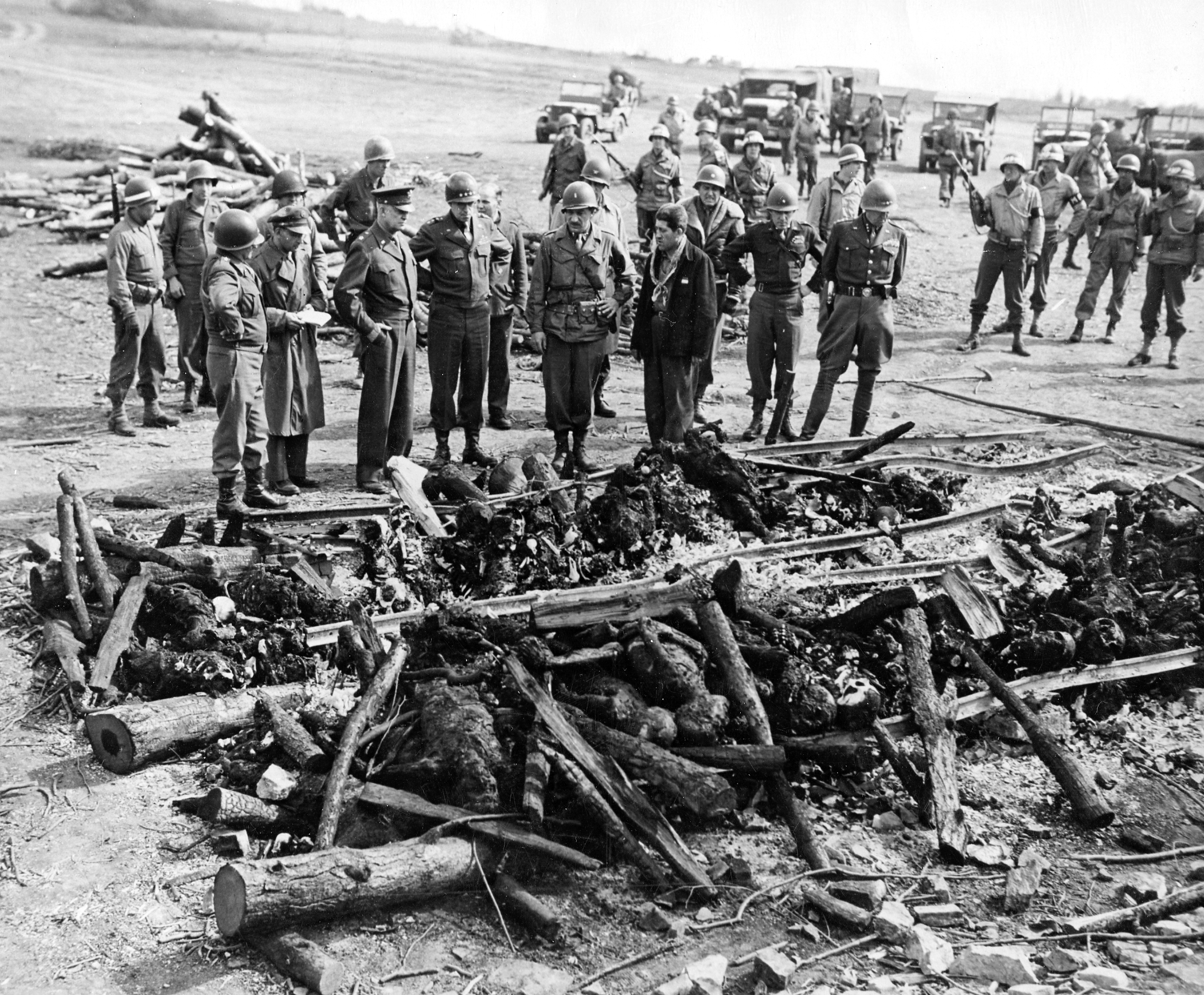
۱۲ آوریل ۱۹۴۵ میلادی: ژنرال‌ها آیزنهاور، بردلی و پتن، تل هیزم مرده سوزی سر هم‌بندی شده‌ای را در اردوگاه کار اجباری Ohrdruf بررسی می‌کنند.

#### کوشش آلمانی‌ها
در حالی که جنگ جهانی دوم همچنان برقرار بود، نازی‌ها از قبل یک نقشه احتمالی برای پیشامد غیرمترقبه تدارک دیدند مبنی این که در صورت شکست به نابودسازی تمام سوابق آلمان اقدام کنند.

مورخان اسنادی را مستند کرده‌اند که نشان می‌دهد همان‌طور که شکست آلمان قریب‌الوقوع شد و رهبران نازی متوجه شدند که به احتمال زیاد اسیر و به محاکمه کشانده می‌شوند، تلاش‌های عظیمی برای نابود کردن تمامی شواهد کشتارهای جمعی انجام شد. به عنوان یک مورد از بسیاری از نمونه‌ها، اجساد ۲۵۰۰۰ یهودی اکثراً لتونیایی، که فریدریش یکلن و سربازان تحت فرمانش در اواخر ۱۹۴۱ میلادی در رامبولا (نزدیک ریگا) گلوله زده بودند، از خاک درآورده و سوزانده شد. عملیات مشابهی در بلزک، تربلینکا و دیگر اردوگاه‌های مرگ به گردن گرفته شد. در سخنرانی‌های ننگین پوزن در ۱۹۴۳ میلادی مانند موردی که در ۴ اکتبر انجام شد، هیملر صراحتاً به نابودسازی یهودیان اروپا اشاره می‌کند و به علاوه اظهار می‌کند که نسل‌کشی باید به‌طور همیشگی راز نگه داشته شود:
من همچنین می‌خواهم این‌جا به صادقانه به مسئله‌ای بسیار دشوار اشاره کنم. ما الان می‌توانیم بی پرده دربارهٔ این در بین خودمان صحبت کنیم، و با این حال هیچ وقت به‌طور عمومی این را مورد بحث قرار نخواهیم داد. درست همان‌طور که در ۳۰ ژوئیه، ۱۹۳۴، برای انجام وظیفه‌مان آن طور که دستور داده شده بود تعلل نکردیم و [...] من الان دارم به تخلیفه یهودیان اشاره می‌کنم، به نابودکردن مردم یهود.

— هاینریش هیملر، ۴ اکتبر ۱۹۴۳

#### هم‌دستی فرانسوی‌ها در تخریب آرشیو
در فرانسه اشغالی نیز شرایط در رابطه با حفظ سوابق جنگ چندان بهتر نبود، تا حدودی به سبب قوانین پنهان‌کاری کشور فرانسه که کاملاً به دوره قبل از جنگ بر می‌گردد با هدف حفاظت از دولت فرانسه و کشور در برابر افشاگری‌های شرم آور. برای مثال، در آزادسازی، Préfet de police تقریباً کل آرشیو عظیم دستگیری‌ها و دیپورت‌های یهودیان را از بین برد.

### تلاش‌ها در جهت حفاظت از سابقه تاریخی

#### در طول جنگ
یکی از اولین تلاش‌ها در جهت حفظ سابقه تاریخی هولوکاست، در طول جنگ در فرانسه رخ داد، جایی که سوابق کمپ بازداشت درانسی با دقت حفاظت شدند و به دفتر جانبازان و قربانیان جنگ تحویل داده شدند.

#### دوره بلافاصله پس از جنگ
در ۱۹۴۵ میلادی، ژنرال دوایت آیزنهاور، فرمانده عالی متفقین، پیش‌بینی کرد که روزی کوششی انجام خواهد شد تا سند جنایات نازی به عنوان پروپاگاندا از نو توصیف شود و قدم بر ضد این برداشت.

#### محاکمه‌های نورمبرگ
محاکمه‌های نورمبرگ پس از جنگ در ۱۹۴۵–۱۹۴۶ میلادی در آلمان برقرار شد.

#### محاکمه آدولف آیشمان
در ۱۹۶۱ میلادی، دولت اسرائیل آدولف آیشمان را در آرژانتین دستگیر کرد و او را به اسرائیل آورد تا به خاطر جنایات جنگی بر جایگاه محاکمه بایستد.

## تاریخ پس از جنگ جهانی دوم
در پی عواقب آنی ناشی از جنگ، پیش از کوشش‌های مفصل مستندسازی توسط نیروهای متفقین، یک حس ناباوری باعث شد بسیاری، گزارش‌های ابتدایی هولوکاست را منکر شوند.

### هری المر بارنز
هری المر بارنز، که یک زمانی مورخ آمریکایی باب روزی (مین‌استریمی) بود، در سال‌های پسینش موضع انکار هولوکاست به خود گرفت.

### مراحل اولیه جنبش مدرن انکار
در ۱۹۶۱ میلادی، دیوید هوگان، دست‌نشانده بارنز، Der erzwungene Krieg (جنگ تحمیلی) را در آلمان غربی منتشر کرد، که مدعی شد آلمان قربانی توطئه آنگلو-پولیش (انگلیسو-لهستانی) در ۱۹۳۹ میلادی بوده‌است.

### IHR
در ۱۹۷۸ میلادی ویلیس کارتو، IHR را بنیان گذاشت، سازمانی که به چالش کشیدن تاریخ عموماً پذیرفته شده هولوکاست به‌طور عمومی تخصیص داده شد.

### جیمز کیگسترا
در ۱۹۸۴ میلادی، جیمز کیگسترا، یک معلم دبیرستان کانادایی، تحت قانون‌نامه جنایی کانادا به خاطر «اشاعه نفرت میان گروهی قابل شناسایی، از طریق مخابره بیانات ضدیهودی [یا یهودستیزانه] به دانشجویانش» متهم شد.

### محاکمه‌های زوندل
ارنست زوندل، رتوش‌کننده عکس مستقر در تورنتو یک مورد از مطبوعات کوچک را تحت عنوان Samisdat Publishers اداره کرد، که مطالب انکار هولوکاست را منتشر و توزیع کرد، مثل واقعاً شش میلیون نفر مردند؟ توسط ریچارد هاروود (نام مستعارِ ریچارد ورال، یک نئونازی بریتانیایی).

### بردلی اسمیت و کمیته مناظره باز دربارهٔ هولوکاست
در ۱۹۸۷، بردلی ر. اسمیت، کارگردان سابق رسانه IHR, کمیته مناظره باز دربارهٔ هولوکاست را تأسیس کرد.

### ارنست نولته
فیلسوف و تاریخ‌دان آلمانی، ارنست نولته، با آغاز در دهه ۱۹۸۰ میلادی، مجموعه‌ای از تئوری‌های را پیش‌برد، که با این که هولوکاست را انکار نمی‌کرد، به نظر می‌رسید که با منکر ایتالیایی هولوکاست، Carlo Mattogno، به عنوان تاریخ‌دانی جدی به‌طور نیمه‌جدی و سرسری به کاری می‌پردازد.

### مناقشه مایر
در ۱۹۸۸ میلادی، تاریخ‌دان آمریکایی، آرنو ج. مایر کتابی تحت عنوان چرا افلاک تاریک نشدند؟ منتشر کرد، که صریحاً هولوکاست را انکار نکرد، اما به زعم لوسی داویدوز، با اظهار کردن این که بیش تر مردمی که در آشویتس مردند قربانی «علل طبیعی» مانند مریضی بودند، نه گاز سمی زدن، به انکار هولوکاست تکیه‌گاه قرض داد.

### دیوید ایروینگ و پرونده افترای لیپستاد
کتاب انکار هولوکاست سال ۱۹۹۳ میلادی دبورا لیپستات، به‌طور تند و تیزی منکران مختلف هولوکاست را نقد کرد، از جمله مؤلف بریتانیایی، دیوید ایروینگ را، به خاطر تعمداً عوضی جلوه دادن شواهد به جهت توجیه نتایج از پیش پنداشته شده خود.

### کن مک‌وی و آلت. ریویژنیزم
کن مک‌وی، یک ساکن آمریکایی کانادا، از تلاش سازمان‌هایی مانند «مرکز سیمون ویزنتال» جهت سرکوب سخنان منکران هولوکاست آشفته شد. او معتقد بود بهتر است به صورت علنی با آن‌ها روبه‌رو شد تا اینکه آنها را سانسور کرد.

## گروه‌های منکر هولوکاست
در میان مدافعان انکار هولوکاست، طیف‌های گوناگونی قرار دارند. در حقیقت منکران هولوکاست را نمی‌توان یک گروه متقارن شمرد، بلکه گسترهٔ آن‌ها از افراد و گروه‌هایی افراطی نظیر نئونازی‌ها، کوکلوس‌کلانها و محمود احمدی‌نژاد تا یهودیانی نظیر جورف جی برگ، نورمن فینکلشتاین، روژه دای دامرگو، دیوید کول و استفن هیوارد متغیر است. برای مثال گروه‌های نئونازی پس از جنگ جهانی دوم تبلیغات خود را مبنی بر دروغ و ساختگی بودن هولوکاست آغاز کردند. «جرج لینکون راکول» از اولین رهبران نئونازی آمریکا پس از جنگ جهانی دوم بود که به انکار هولوکاست پرداخت.«هانس اشمیت» از نئونازی‌های آلمانی مشهور، پس ا ز ورودش به آمریکا در سال ۱۹۴۹، تبدیل به یک از فعالترین منکران هولوکاست در آمریکا شد.
گروه دیگری که به صورت سازمان یافته و با هیاهوی زیاد ادعای تجدید نظر طلبی می‌کنند، گروه‌های کوکلوس‌کلان هستند. آن‌ها از توزیع کنندگان مطالب منکر هولوکاست می‌باشند.
منکران هولوکاست از طیف‌های دیگری نیز تشکیل شده‌اند. گروهی یهودیاند مانند جورف جی برگ، نورمن فینکلشتاین، روژه دای دامرگو، دیوید کول و استفن هیوارد، برخی مسیحی مانند روبر فوریسون، گرمار رودلف، میکائیل ای هافمن و رابرت کانتس و برخی بیخدایند مانند بردلی اسمیت. برخی نیز مسلمان هستند مانند روژه گارودی، ابراهیم علوش و احمد رامی.
از نظر حرفه و موقعیت اجتماعی نیز در میان منکران هولوکاست مشخصهٔ مشترک خاصی وجود ندارد، برخی از ایشان کسانی هستند که از سوی رژیم ناسیونال سوسیالیست تحت تعقیب بوده یا حتی سابقه زندانی شدن در اردوگاه‌های تجمعی را دارند. (مانند پل راسینیر و جوزف جی. برگ) برخی استاد دانشگاه هستند (مانند: کریستین لیندر، کاستاس زاور دینوس و آرتور آر. بوتز) و گروه کثیری مدرک دکتری دارند (مانند: هربرت تیدمان، استفان هی‌وارد و…) برخی مهندس هستند (مانند: فردریش برگ و…) و گروهی تاریخ‌نگار حرفه‌ای هستند (مانند: مارک وبر و رابرت کونتس) بسیاری نیز به استادی کرسی‌های مختلف دانشگاه اشتغال دارند.
از دیدگاه گرایش سیاسی نیز گروه‌های منکر طیف همگنی را تشکیل نمی‌دهند. برخی کمونیست و سوسیالیست هستند (مانند: پل راسینیر) و برخی چپ میانه‌رو (مانند: سرج سیون) گروهی لیبرال بوده (مانند:دیوید کول) و برخی محافظه‌کارند (مانند:کارلو ماتوکنو) برخی طرفداران دست راستی در میان آنان به چشم می‌خورد (مانند:یودو والندی و مارک وبر) و برخی ناسیونال سوسیالیست می‌باشند (مانند ارنست زوندل).
منکران هولوکاست مدعی هستند که تکثر تجدیدنظرطلبان شامل: مذاهب متفاوت مشاغل گوناگون، عقاید سیاسی کاملاً متضاد و اقوام ملیتی مختلف، تجدید نظر طلبان را از اتهام وابستگی سیاسی و نژادی مبری می‌کند.

## تاریخچه
محققان معمولاً تجدیدنظر طلبی در هولوکاست را در سه دوره زمانی بررسی می‌کنند.
- دوره اول این دوره، تقریباً بلافاصله پس از پایان جنگ جهانی دوم و محاکمات دادگاه‌های سران آلمانی آغاز شد. در این دوره، برخی مورخان با انتشار آثار تحقیقی و تحلیلی خود، واقع گرایی ادعاهای مطرح شده در دادگاه‌ها را به چالش کشیدند.
- دوره دوم با آغاز انتشار فصلنامه بازنگری تاریخی[۳۷] در سال ۱۹۸۰، فصل جدیدی برای بازنگری در هولوکاست پدید آمد. تعداد کتب و مقالات منتشر شده در این دوره در خصوص بازنگری در هولوکاست به میزان زیادی افزایش یافت و تجدیدنظرطلبان به امکانات بیشتری دست یافتند؛ ولی از سال ۱۹۹۳ تا سال ۲۰۰۳، این امکانات به تدریج بر اثر اختلافات مالی کاهش یافت و از بین رفت.
- دوره سوم در این دوره که از سال ۲۰۰۳ و با آغاز به کار سایت اینترنتی[۳۸] و انتشار نشریه تجدیدنظر طلب[۳۹] آغاز شد، تجدیدنظر طلبان مجدداً فرصت پیدا کردند تا با مقالات تکنیکی‌تر و متنوع‌تر، به جنبه‌های حقوقی قضیه بیشتر بپردازند.

## دلایل منکران هولوکاست
منکران هولوکاست دلایل گوناگونی برای نظر خود ارائه می‌دهند. مهم‌ترین این دلایل معمولاً شامل موارد زیر است.
1. هیچ فرمان یا دستوری از سوی حزب نازی یا سران و رهبران آلمان برای نابودسازی یهودیان وجود ندارد. در میان مدارک بدست آمده از آلمان پس از سقوط حتی یک برگه یا سند وجود ندارد که به عنوان دستور کشتار یهودیان از سوی مقامات به افسران یا گزارش انجام این عمل از سوی انجام دهندگان به مافوق‌هایشان تلقی شود. همچنین هیچ برنامه، طرح، سازمان یا حتی مدارک بودجه و حسابداری نیز برای کشتار یهودیان یافت نشده‌است.
2. تجهیزات صنعتی کافی و حتی سوخت کافی برای سوزاندن اجساد این تعداد از قربانی در تمام مناطق تحت اشغال آلمان وجود نداشته‌است. ظرفیت کوره‌های جسد سوزی (و نه آدم سوزی) کشف شده، حتی به اندازه سوزاندن اجسادی که به دلیل گرسنگی و بیماری فوت شده بودند نیز نبوده‌است.
3. منکران هولوکاست معتقدند که آمار یهودیان قبل و بعد از جنگ گواه آن است که در طول دوره جنگ جهانی دوم، با احتساب کسانی که به عنوان سرباز در جبهه‌های جنگ جان خود را از دست داده‌اند، سیصد هزار تا ۱٫۵ میلیون یهودی از دنیا رفته‌اند.
4. با وجود فعالیت سرویسهای اطلاعاتی متفقین و با وجود نزدیکی اردوگاه‌ها به مناطق سکونت مردم عادی، تا پیش از پایان جنگ، هیچ منبع رسمی، سازمان بین‌المللی و حتی کشورهای دشمن آلمان، ادعایی مبنی بر کشتار گسترده یهودیان نکرده‌اند.
5. از روش‌های ادعایی کشتار، هیچ مدرکی در دادگاه‌ها موجود نیست. برای مثال از هزاران کامیونی که ادعا می‌شود دارای اتاق گاز بوده و بازداشت شدگان را در حال انتقال خفه می‌کرده‌اند، حتی یک نمونه به عنوان مدرک به هیچ دادگاهی ارائه نگردیده‌است.
6. دکتر مارتین بروژات از انستیتو تاریخ معاصر آلمان که یک انستیتو نیمه دولتی است، طی یک نامه با ارائه مدارکی اعلام کرد در زمان جنگ جهانی دوم، در خاک آلمان کسی در اتاق گاز کشته نشده و مدارکی که در دادگاه نورنبرگ از آن‌ها برای اثبات کشتار توسط اتاق‌های گاز استفاده شده‌اند همگی جعلی هستند. همچنین دیوید اروینگ تاریخدان انگلیسی نیز با ارائه مدارکی، اعلام کرده‌است که وجود اتاقهای گاز برای کشتار انسانها، تخیلی و توهمی بیش نیست.

### تناقض هولوکاست
منکران هولوکاست معتقدند، طرفداران هولوکاست در ادعا و آمار خود از هولوکاست، دچار تناقضات زیادی شده‌اند. تناقض مدعیان هولوکاست در تمامی موارد زیر است.
- تناقض در تعداد قربانیان

تاکنون، براساس مقالات و منابع رسمی و غیررسمی مدعی هولوکاست، تعداد معتنابهی ارقام گوناگون برای قربانیان آورده شده‌است. برای مثال تنها برای اردوگاه آشویتس ۲۲ منبع معتبر، ارقامی از ۳۵۶ هزار نفر (فریتجوف مایر تاریخدان ۲۰۰۲) تا ۸ میلیون نفر (دفتر تحقیقات جنایات جنگی فرانسه ۱۹۴۵) را ارائه داده‌اند. فیلم‌ها و منابع غیررسمی این رقم را فقط برای (بازداشتگاه داخائو) تا ۹ میلیون نفر (فیلم مستند شب و مه ۱۹۵۵ زیر نظر مشاوران تاریخی هنری میچل و الگا ورمسر میگات) نیز تبلیغ نموده‌اند.
- تناقض در شیوه یا شیوه‌های کشتار

مدعیان هولوکاست شیوه‌های ادعایی همدیگر را تکذیب و رد کرده‌اند. برای مثال برخلاف مدعیان هولوکاست در سال‌های قبل‌تر، امروزه هیچ مدعی هولوکاستی ادعا نمی‌کند که از روش‌های جریان برق، کشتار در اتاق‌های بخار سوزان، مرگ به وسیلهٔ تخلیه هوا از اتاق، کشتار از طریق مسموم سازی خون و مرگ به کمک آهک برای کشتار یهودیان استفاده شده باشد.
- تناقض در اردوگاه‌های دارای اتاق گاز

مدعیان هولوکاست در گذشته برای هر اردوگاه، اتاق گاز را الزامی دانسته بودند. برای مثال هارتلی شاوکراس، دادستان انگلیسی دادگاه نورنبرگ مدعی بود کلیه اردوگاه‌های آشویتس، داخائو، تربلینکا، بوخنوالد، ماتهاوزن، مجدانک و اورانین برگ دارای اتاق گاز بوده‌اند. امروزه هیچ مدعی هولوکاستی وجود ندارد که مدعی وجود اتاق گاز در داخائو، بوخنوالد و اورانین برگ باشد.
- افسانه صابون‌سازی

سایمون وایزنتال یهودی، معروف به شکارچی نازیها در سال ۱۹۴۶ مدعی شد که آلمانی‌ها از چربی اجساد برای تولید صابون استفاده می‌کردند. بسیاری از غربیان همچنان این افسانه را باور دارند. در حالی که ساموئل کراکوفسکی، محقق اسرائیلی هولوکاست، این داستان را یک افسانه دانست که آلمانی‌ها برای ترساندن زندانیان یهودی آن را ساخته‌اند. دروغ بودن افسانه صابون سازی به تأیید یدوشم رسیده‌است.

### اعترافات و شهادت‌های نامطمئن
علاوه بر تناقضات موجود در بسیاری از ادعاهای مدعیان هولوکاست، اصولاً دلایلی که براساس آن هولوکاست اثبات می‌گردد، از دید منکران هولوکاست مردود است. مهم‌ترین دلیل مدعیان هولوکاست، اعترافات و شهادت گواهان دادگاه‌های نورنبرگ (IMTوNMT)، مونیخ، لوئن برگ، هامبورگ، فرانکفورت و بیت‌المقدس است. دلایل رد اعتبار این دادگاه‌ها و اعترافات آن‌ها از دید تجدیدنظر طلبان، عمدتاً به بیانات گردانندگان دادگاه و صورتجلسه‌های آن‌ها بازمی‌گردد. برای مثال
1. قاضی نورمن بیرکت، قاضی انگلیسی دادگاه نورنبرگ مدعی شد که «این دادگاه تنها شکلی از یک فرایند قضایی را دارد و هدف اصلی آن سیاسی است»
2. قاضی کل دادگاه نورنبرگ چارلز ونیر استروم، مدعی شد «بسیاری از مدارک ارائه شده در دادگاه‌ها، از میان چندین تن! مدارک بدست آمده انتخاب شده‌اند… فضا در اینجا خفقان‌آور است. وکلا، منشی‌ها، بازجوها و مترجمانی بکار گرفته شده‌اند که به تازگی به تابعیت آمریکا درآمده‌اند. سابقه آنان سرشار از تنفر اروپایی است… اگر هفت ماه پیش می‌دانستم، هرگز به اینجا نمی‌آمدم.»
3. ماده ۱۹ اساسنامه دادگاه نورنبرگ تصریح می‌کند «دادگاه خود را به قواعد فنی ارائه مدرک مقید نمی‌کند… و هر مدرکی را خواهد پذیرفت» بنابراین هیچ متهمی در دادگاه نتوانست اصالت مدرکی را (معمولاً اعترافات هنگام بازجویی) رد نماید.
4. شموئل کراکوفسکی، رئیس مرکز یادبود هولوکاست در اسرائیل در سال ۱۹۸۶ اذعان نمود «بیش از ده هزار (از بیست هزار) شهادت‌های بایگانی شده غیرقابل اعتماد است»
5. دروغ بودن برخی از اعترافات و شهادت‌ها حتی در دادگاه نیز اثبات گردید. برای مثال در دادگاه داخائو یک شاهد یهودی به نام اینشتین مدعی شد که متهم منزل، برادر وی را به قتل رسانده‌است. متهم خاطرنشان کرد که برادر شاهد بر روی صندلی تماشاچیان نشسته‌است. در صورتجلسه دادگاه ثبت شده‌است که بازپرس با فریاد به شاهد خود (اینشتین) گفت: «چطور می‌توانیم این خوک را اعدام کنیم، در حالی که توی احمق برادرت را به دادگاه آورده‌ای؟»

### سایر دلایل
علاوه بر این دلایل، بنابر ادعای منکران هولوکاست، برخی از ادعاهای هولوکاست، شرایط اولیه باورپذیری را نیز ندارند. برخی از این دلایل به این شرح است:
1. استفاده از گاز سیانور (سیکلون ب) برای کشتار مردم مقرون به صرفه نمی‌باشد. این شیوه اعدام در آمریکا، گرانترین شیوه اعدام محسوب می‌شود. یک مهندس آمریکایی بنام لشتر، که سمت مشاور در امور اعدام را در برخی ایالات آمریکا بر عهده داشت پس از بازدید دقیق و فنی که در سال ۱۹۸۸ از اردوگاه‌های مورد ادعا به عمل آورده‌است در گزارش خود صراحتاً اعلام کرد: «در هیچ‌یک از این مکان‌ها، اتاق گاز اعدام وجود نداشته‌است.»

## شهادت‌های که ادعاهای منکران هولوکاست را رد می‌کند

### شهادت‌های وقوع هولوکاست
شهادت‌های وقوع هولوکاست در درجه اول از خود دولت آلمان می‌آید. منبع دیگر، ارتش‌های متفقینی هستند که اردوگاه‌ های کار اجباری و اردوگاه‌ های نابودی را آزاد کردند و یافته‌ های خود را در فیلم و عکس ثبت کردند. علاوه بر این‌ها، شهادت‌های بازماندگان هولوکاست نیز وجود دارد.

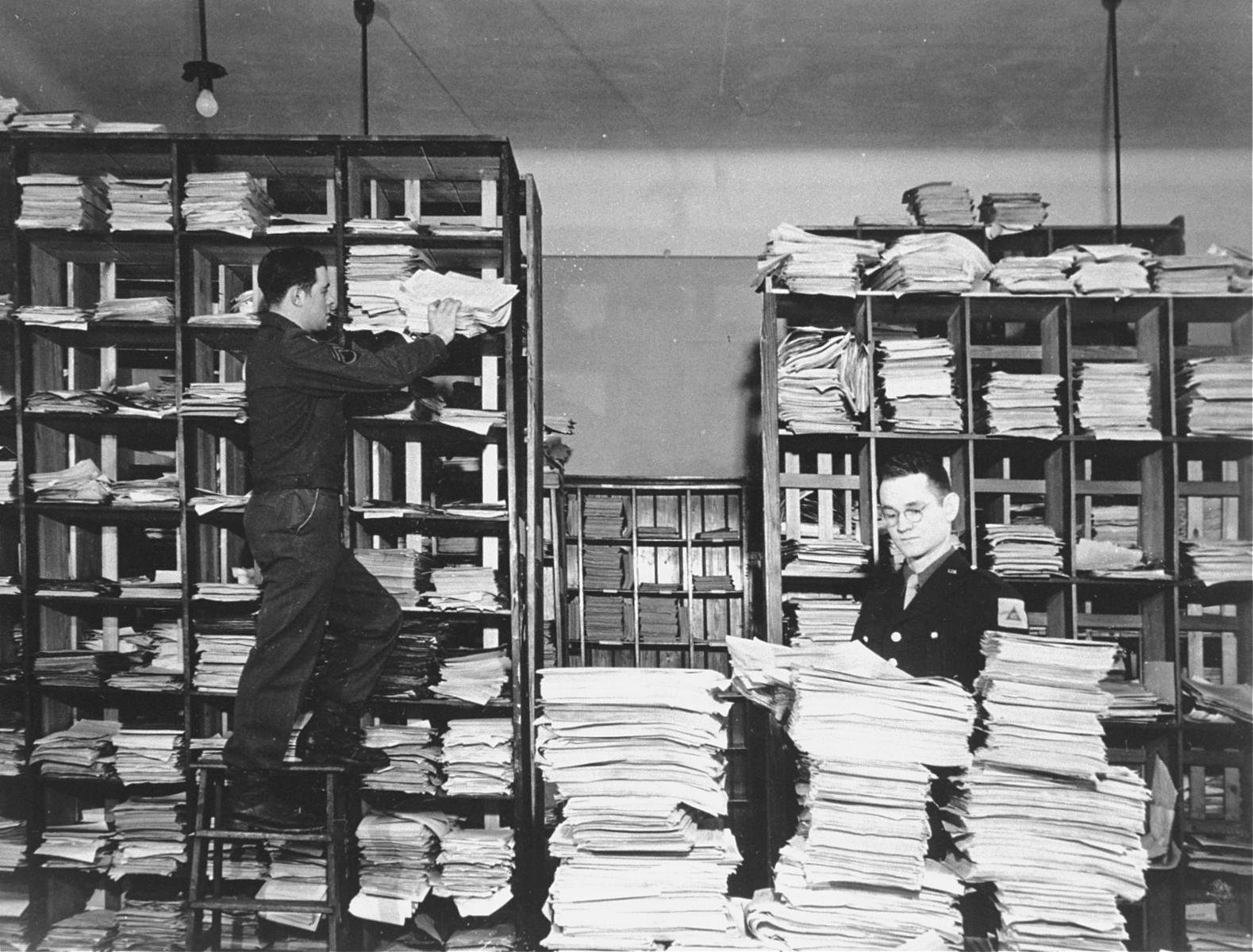
کارمندان ارتش ایالات متحده با اسناد به جا مانده از نازی ها و جمع آوری شده برای دادگاه نورنبرگ

هولوکاست یک پروژه عظیم بود که سالها در سراسر تقریباً تمام قاره اروپا (و کمی در خارج از آن) ادامه داشت، با ساختار کنترل و فرماندهی خاص خود. گرچه نازی‌ها تلاش کردند شواهد هولوکاست را نابود کنند هنگامی که دیدند شکست آنها اجتناب‌ناپذیر است، آنها تعداد زیادی از جعبه‌ های حاوی اسناد مربوط به هولوکاست را با وزن کلی چندین تن به جا گذاشتند. با توجه به فروپاشی سریع نیروهای نازی در اواخر جنگ، تلاش‌های آنها برای نابودی تمام شواهد محکوم به شکست بود.
تمام این موارد باعث شده تاریخ‌نگاران اصلی موافق باشند که انکار هولوکاست با واقعیت‌های تاریخی در تضاد است.

### شهادت‌هایی از مسئولیت هیتلر در هولوکاست
منکران هولوکاست بر این واقعیت تکیه می کنند که هیچ دستور کتبی صریحی که توسط هیتلر امضا شده باشد و دستور نابودی جمعیت یهودی در مناطق تحت سلطه آلمان را صادر کند، یافت نشده است. منتقدان این ادعا نشان می دهند که نازی ها اغلب از اصطلاحاتی مانند «کشتن» یا «مرگ» برای توصیف اعمال خود استفاده نمی کردند. آنها تقریبا همیشه از اصطلاحاتی مانند «راه حل نهایی مسئله یهودیان» استفاده می کردند. با این حال، در سال ۱۹۳۹ هیتلر سخنرانی ایراد کرد که به طور مستقیم به نابودی یهودیان اشاره داشت و چنین گفت:
«امروز من یک بار دیگر می خواهم پیامبر باشم. اگر یهودیان پولدار بین المللی در اروپا و خارج از آن دوباره موفق شوند ملت ها را به جنگ جهانی بکشانند، نتیجه آن نه بلشویک شدن کره زمین و پیروزی یهودیان، بلکه نابودی نژاد یهودی در اروپا خواهد بود.»— Adolf Hitler
یک پوستر حاوی این نقل قول در سال ۱۹۴۱ با دستور نصب آن در تمام ادارات دولتی منتشر شد.
هاینریش هیملر در سخنرانی روشن خود در برابر افسران اس اس در پوزنان درباره نابودی یهودیان صحبت کرد و از این رو یکی از رهبران ارشد نازی مسئولیت نابودی یهودیان را پذیرفت.
علاوه بر این، اسنادی وجود دارد که نشان می‌دهد سیاست منظم و سازمان یافته‌ ای از سوی رهبران نازی برای نابودی مردم یهودی وجود داشت. به عنوان مثال، گزارش هیملر به هیتلر درباره نابودی زندانیان در روسیه اشغال شده. این سند در دادگاه‌ های نورنبرگ به عنوان شواهدی از اینکه هیتلر از نابودی یهودیان و نیز نابودی گروه‌ های دیگر آگاه بود و آن را تأیید کرده بود، ارائه شد.

### شهادت‌های دال بر اینکه اتاق‌های گاز برای نابودی در نظر گرفته شده بودند
منکران هولوکاست ادعا می‌کنند که اتاق‌های گازی که برای قتل شهروندان در نظر گرفته شده بود، وجود نداشت و ساختمان‌هایی که این هدف به آنها نسبت داده می‌شود، برای اهداف دیگری استفاده می‌شدند. یک استدلال رایج‌تر این است که از گاز برای کشتن یهودیان استفاده نشده است، بنابراین اتاق‌های گاز پس از جنگ ساخته شده‌اند تا «هولوکاستی» را از هیچ خلق کنند.برای پشتیبانی از این ادعا، به «گزارش لویچتر» (یک سند شبه علمی نوشته شده توسط فرد لویچتر، منکر هولوکاست آمریکایی، که مهندس و تکنسین اتاق های اعدام بود) اشاره می‌کنند. این سند نشان می‌دهد در دیوارهای اتاق‌های گاز در آشویتس هیچ باقیمانده‌ ای از گاز سیانید وجود ندارد، و این بر اساس نمونه‌ هایی است که در سال ۱۹۸۸ گرفته شده است. همانطور که گفته شد، هیچ توضیحی وجود ندارد که چرا باید باقیمانده گاز در دیوارها پس از بیش از چهل سال در معرض آب و هوای اروپای شرقی باقی بماند، و این اشکال اصلی در کار  لویچتر است. علاوه بر این،  لویچتر نمونه‌های خود را به یک آزمایشگاه حرفه‌ ای و معروف جهانی فرستاد، اما از آنجایی که به آنها نگفت که این نمونه‌ ها چیست، آنها آزمایش‌های اشتباهی انجام دادند. آنها تکه‌ های دیواری که  لویچتر به آنها داده بود را شکستند، به جای اینکه روی سطح به دنبال سیانید بگردند (سیانید به داخل دیوارها نفوذ نمی‌کند، بلکه فقط روی سطح خارجی آنها باقی می‌ماند). شکستن تکه‌ ها، ماده‌ ای را که آنها به دنبال آن بودند بسیار رقیق کرد، که منجر به نتیجه اشتباه شد.
استدلال دیگری که بسیاری از منکران هولوکاست در مورد عدم استفاده از اتاق‌های گاز برای قتل یهودیان مطرح می‌کنند، نبود رسوب آبی پروس مشخصه گاز سایکلون ب روی دیوارهای اتاق‌های گاز است. گرمار رودولف (Germar Rudolf)، منکر هولوکاست آلمانی (شیمیدان از لحاظ تحصیلی)، استدلال می‌کند که نبود آبی پروس روی دیوارهای اتاق‌های گاز در تربلینکا و وجود این ماده روی دیوارهای ساختمان‌هایی که در آنجا از هیدروژن سیانید برای ضدعفونی استفاده می‌شد، ثابت می‌کند که دیوارها در معرض سیانید قرار نگرفته‌اند، یعنی هیچ نابودی گازی در این ساختمان‌ها صورت نگرفته است. در مقابل، ریچارد گرین، شیمیدانی که با گرمار رودولف مخالفت کرد، توضیح داد که برای ایجاد آبی پروس از هیدروژن سیانید متصل به دیوار، گچ باید مرطوب و قلیایی باشد (در شرایط اسیدی یا خنثی، هیدروژن سیانید تجزیه نمی‌شود و آنیون سیانید را که می‌تواند به کاتیون‌های آهن متصل شود، آزاد نمی‌کند). بنابراین، آبی پروس روی دیوارهای اتاق ضدعفونی که گچ آن بر پایه آهک (lime) بود ایجاد شد، نه روی دیوارهای اتاق‌های گاز که از بتن ساخته شده بودند.
سیانیدی که در آشویتس استفاده می‌شد باعث نابودی هزاران نفر می‌شد که همزمان در یک اتاق فشرده می‌شدند. مشکل بزرگ از نظر اپراتورهای اتاق‌ها این بود که چگونه از این حجم زیاد از اجساد خلاص شوند، و برای این منظور کوره‌ های ویژه‌ای ساخته شد. منکران هولوکاست به این موضوع که با خاکستر کشته شدگان چه اتفاقی افتاد، اهمیت می‌دهند. با این حال، به نظر می‌رسد آلمانی‌ها از آن برای کودسازی مزارع و آزمایش‌های کشاورزی استفاده می‌کردند.
«انستیتوی بازبینی تاریخی» جایزه ۵۰،۰۰۰ دلاری را به کسی پیشنهاد کرد که ثابت کند در آشویتس از اتاق‌های گاز برای کشتن انسان‌ها استفاده شده است. مل مرملشتاین، یک بازمانده هولوکاست، مدارک را ارائه کرد، اما این انستیتو آنها را نادیده گرفت. او آنها را به دادگاه کشاند و مبلغ تضمین شده را به همراه ۴۰،۰۰۰ دلار دیگر به عنوان غرامت روحی که به او تحمیل شده بود، برد.
با این حال، منکران هولوکاست همچنان موضوع اتاق‌های گاز را مطرح می‌کنند، علیرغم شواهد قاطع در مورد وجود آنها و استفاده از آنها برای قتل.

### شهادت‌های که ادعاهای معتقدان هولوکاست را رد می‌کند

#### آخرین مصاحبههانا رایچ، دهه ۱۹۷۰
رایچ در دهه ۱۹۷۰، در اواخر عمرش، توسط ران لایتنر، عکاس خبر نگار یهودی-آمریکایی، چندین بار از او مصاحبه و عکس گرفت، در سخنان پایانی خود از وی نقل شده است:
و الان در آلمان چه داریم؟ کشور بانکداران و خودروسازان. حتی ارتش بزرگ ما هم نرم شده است. سربازان ریش می گذارند و دستور می دهند. من خجالت نمی کشم که بگویم به ناسیونال سوسیالیسم اعتقاد داشتم. من هنوز صلیب آهنین را با الماس هایی که هیتلر به من داده است می پوشم. اما امروز در تمام آلمان نمی توانید یک نفر را پیدا کنید که به آدولف هیتلر رای دهد که به قدرت برسد  ... بسیاری از آلمانی ها در مورد جنگ احساس گناه می کنند. اما آنها گناه واقعی ما را که از دست دادیم توضیح نمی دهند.— هانا رایچ، 
در همین مصاحبه از وی نقل شده است،
یک روز از هرمان گورینگ پرسیدم: «این چه چیزی است که می‌شنوم که آلمان یهودی‌ها را می‌کشد؟» گورینگ با عصبانیت پاسخ داد: "دروغی کاملاً ظالمانه که توسط مطبوعات بریتانیا و آمریکا ساخته شده است. اگر در جنگ شکست بخوریم روزی از آن به عنوان طنابی استفاده خواهد شد تا ما را به دار آویزند."

## شهادت‌هایی برای شماره شش میلیون
شماره شش میلیون (یا اگر گروه‌های قومی، مذهبی و سیاسی دیگری را که توسط نازی‌ها آزار دیده‌اند در نظر بگیریم، نزدیک به یازده میلیون نفر) اغلب هدف انکار از سوی منکران هولوکاست است که ادعا می‌کنند فقط یک میلیون یا سیصد هزار «تلفها» وجود داشته است. اسناد بی‌شماری که با دقت تهیه شده‌اند، تعداد افرادی را که در آشویتس و تربلینکا نابود شدند و توسط آینزاتس‌گروپن در کنار گودال های مرگ تیرباران شدند، به دست آورده است.
گواه های عینی خود بازماندگان هستند، اما همچنین رهبران نازی اسیر که در دادگاه نورنبرگ گواهی داشتند. در برابر این گواه ها، منکران هولوکاست ادعا می‌کنند که آنها شکنجه شده‌اند. هنگامی که از آنها خواسته می‌شود شمار زیاد شهادت‌های شخصی را توضیح دهند، آنها به تئوری توطئه مربوط به یک "طرح یهودی" برای جعل اسناد و شهادت‌ها متوسل می‌شوند که با روش شکنجه آلمانی‌هایی که اسیر شده و گواهی در محاکمات جنایتکاران جنگی پشتیبانی داشتند.

کشورهایی که انکار هولوکاست غیرقانونی است

## قوانین ضد انکار هولوکاست
انکار هولوکاست به‌طور صریح یا ضمنی، در ۱۸ کشور غیرقانونی است: اتریش، بلژیک، کانادا، جمهوری چک، فرانسه، آلمان، مجارستان، اسرائیل، لیختن اشتاین، لیتوانی، لوکزامبورگ، هلند، لهستان، پرتغال، رومانی، روسیه، اسلواکی و سوئیس.
- یکی از افرادی که در سال ۲۰۰۶ به جرم انکار هولوکاست به ۳ سال زندان محکوم شد، دیوید اروینگ، مورخ بریتانیایی بود.[۶۵]
- روژه گارودی محقق فرانسوی به علت انکار هولوکاست زندانی شد.
- یورگن گراف، مورخ و پژوهشگر سوئیسی نیز به خاطر سخنانش در انکار هولوکاست به زندان محکوم شد و برای فرار از زندان از سوئیس خارج شد. وی هم‌اکنون در روسیه زندگی می‌کند.[۶۶][۶۷]
- پروفسور روبر فوریسون، در سال ۲۰۰۶ به دلیل مصاحبه‌ای که در سال ۲۰۰۵ با شبکه سحر ۱ انجام داد، به جرم انکار هولوکاست، به سه ماه زندان و پرداخت ۷۵۰۰ یورو محکوم شد.[۶۸] وی به خاطر بیان عقیده‌اش، بارها از سوی گروه‌های تندروی یهودی مورد آزار و ضرب و شتم قرار گرفت.[۶۹][۷۰]

## انکار هولوکاست در ایران
تا اوایل دهه هفتاد، در ایران، هولوکاست یک رویداد حقیقی به‌شمار می‌رفت و فیلمها و سریالهای غربی که در تأیید هولوکاست ساخته شده بودند، بدون هیچ توضیحی در شبکه‌های رسمی تلویزیون پخش می‌شد. حتی در سال ۷۲ دفتر نمایندگی جمهوری اسلامی ایران در سازمان ملل متحد، در بیانیه‌ای، کشتار فرقه داویدیان در آمریکا را به کشتار دسته جمعی یهودیان توسط آلمان نازی تشبیه کرد.
در مهرماه سال۱۳۷۵ سعید امامی معاون امنیتی وقت وزارت اطلاعات ایران در دانشگاه همدان اعلام کرد به کتاب‌هایی تاریخی دست یافته‌است که نشان می‌دهد رقم واقعی کشته شدگان در هولوکاست۲۵۰٬۰۰۰ نفر بوده‌است و رقم ۶٬۰۰۰٬۰۰۰ یهودی کشته شده در هولوکاست «جفنگ» است.

## انکار نسل‌کشی
دیگر اقدامات نسل‌کشی نیز از تلاش‌های مشابهی برای انکار و دست کم گرفتن برخوردار بوده‌اند. گریگوری استانتون، که سابقاً در دپارتمان ایالتی ایالات متحده مشغول بوده و بنیان‌گذار دیدبان نسل‌کشی است، انکار را به عنوان مرحله نهایی پیدایش یک نسل‌کشی فهرست می‌کند.

## انکارکنندگان برجستهٔ هولوکاست
- سید علی خامنه‌ای[۷۵]
- محمود احمدی‌نژاد[۷۶][۷۷]
- محمود عباس[۷۸][۷۹][۳۵][۵۵][۸۰][۸۱]
- محمد مهدی عاکف[۸۲]
- عبدالعزیز رنتیسی[۸۳]
- بی. او. بی[۸۴]
- پت بیوکنن[۸۵]
- دیوید دوک[۸۶][۸۷]
- روبر فوریسون
- بابی فیشر
- روژه گارودی
- هاتون گیبسون
- یورگن گراف
- نیک گریفین
- مایکل ا. هافمن دوم
- دیوید ایروینگ[۸۸][۸۹]
- ژان-ماری لو پن[۹۰]
- فرد لویچتر[۹۱]
- دیودونه[۹۲]
- خالد مشعل[۹۳][۹۴][۹۵]
- اوستاس مالینز[۹۶]
- هارون یحیی
- ویلیام لوتر پیرس
- داریوز راتایزاک
- اتو ارنست رمر
- جورج لینکلن راکول
- گرمار رودولف
- فرانیو توجمان

- سید حسن نصرالله[نیازمند منبع مستقل]

## ارجاعات
1. ↑    - انکار و تحریف هولوکاست (Holocaust Denial and Distortion)، وب سایت موزه یادبود هولوکاست ایالات متحده. دسترسی یافته در ۲۸ سپتامبر ۲۰۱۷ میلادی. «انکار هولوکاست تلاشی است برای نفی واقعیت‌های به ثبوت رسانده شده نسل‌کشی یهودیان اروپایی توسط نازی‌ها. انکار و تحریف هولوکاست اشکالی از یهودستیزی هستند. این موارد به‌طور کلی به واسطه نفرت از یهودیان برانگیخته شده‌اند و بر این ادعا ساخته و پرداخته شده‌اند که هولوکاست به عنوان بخشی یک دسیسه برای پیشبرد منافع یهودی، توسط یهودیان ابداع یا مبالغه شده‌است.»
2. ↑  چه تعداد یهودی در هولوکاست به قتل رسیدند؟ از کجا می‌دانیم؟ آیا اسامیشان را داریم؟ (How many Jews were murdered in the Holocaust? How do we know? Do we have their names? بایگانی‌شده  در ۱۴ ژانویه ۲۰۱۲ توسط Wayback Machine)، سوالات متداول مرکز منابع هولوکاست، وب سایت ید وشم. دسترسی یافته در ۱۷ فوریه ۲۰۱۱. همچنین برای آمار تعداد تلفات قربانیان بخش مربوط را در مقاله قربانیان هولوکاست را ببینید.
3. ↑  عناصر کلیدی انکار هولوکاست:

  - «قبل از بحث دربارهٔ این که انکار هولوکاست به چه صورت یک تئوری توطئه را تشکیل می‌دهد، این مهم است که بفهمیم منظور از اصطلاح 'انکار هولوکاست' چیست. منکران هولوکاست، یا آن طور که خودشان را می‌نامند 'تجدید نظر طلبان'، تمام نقاط عمده تع تعریف هولوکاست نازی را زیر سؤال می‌برند. اولا، بحث می‌کنند که، در حالی که کشتار جمعی یهودیان رخ داده‌است (اگرچه آن‌ها هم عمدی بودن چنین قتل‌هایی را و همچنین سزاواری این قتل‌ها را مورد تردید و مناقشه قرار می‌دهند)، هیچ سیاست رسمی نازی‌ای برای قتل یهودیان وجود نداشته‌است. دوما، و احتمالاً برجسته تر از همه، آنان بحث می‌کنند که هیچ اتاق گاز آدم‌کشی‌ای وجود نداشته‌است، خصوصاً در آشویتس-بیرکنو (Auschwitz-Birkenau)، در جایی که تاریخ دانان خط فکری باب روز معتقدند بیش از ۱ میلیون یهودی به قتل رسیدند، و سوماً، منکران هولوکاست بحث می‌کنند که میزان تلفات مرگ یهودیان اروپا در طول جنگ جهانی دوم کاملاً پایین‌تر از ۶ میلیون نفر بوده‌است. منکران اعدادشان به عنوان قاعده ای کلی بین ۳۰۰۰۰۰ و ۱٫۵ میلیون نفر شناور است.» از انکار هولوکاست، تعریف، پروژه تاریخ هولوکاست توسط Andrew E. Mathis در ۲ ژوئیه ۲۰۰۴، واکشی شده در ۱۸ دسامبر ۲۰۰۶.
  - «ما در بخش سه مستقیماً سه‌پایه عمده ای که انکار هولوکاست بر آن‌ها بنا شده‌است را مد نظر قرار می‌دهیم … این ادعا که اتاق‌های گاز و آتش‌سپارگاه‌ها برای نابودسازی جمعی استفاده نمی‌شد بلکه در عوض برای شپش زدایی لباس‌ها و خلاص شدن از مردمی که در اثر بیماری یا کار بیش از حد جان داده استفاده می‌شد؛.. این ادعا که حساب شش میلیون [نفر] اغراقی است در مرتبه بزرگی—که حدود ششصد هزار، نه شش میلیون، به دستان نازی‌ها مردند؛.. این ادعا که هیچ نیتی از جانب نازی‌ها برای نابودسازی یهودیان اروپایی وجود نداشته و هولوکاست چیزی بیش از محصول جانبی شوربختانه فراز و نشیب‌های جنگ نبوده.» مایکل شرمر (Michael Shermer) و الکس گروبمن (Alex Grobman). انکار تاریخ: چه کسی می‌گوید هولوکاست هیچ وقت اتفاق نیفتاده و آنان چرا این را می‌گویند؟ (Denying History: who Says the Holocaust Never Happened and why Do They Say It?)، انتشارات دانشگاه کالیفرنیا (University of California Press) سال ۲۰۰۰ میلادی، شابک ‎۰−۵۲۰−۲۳۴۶۹−۳، صفحهٔ ۳.
  - «انکار هولوکاست: ادعاهایی مبنی بر این که نابودسازی جمعی یهودیان توسط نازی‌ها هیچ وقت رخ نداده‌است؛ این که تعداد تلفات یهودی به شدت مورد مبالغه قرار گرفته‌است؛ این که هولوکاست سیستماتیک نبوده یا نتیجه ای از یک سیاست رسمی نبوده؛ یا به سادگی این که هولوکاست هیچ وقت اتفاق نیفتاده است.» انکار هولوکاست چیست بایگانی‌شده  در ۱۶ فوریه ۲۰۰۵ توسط Archive.today در ۱۶ فوریه ۲۰۰۵ میلادی، در Archive.is، وب سایت ید وشم، ۲۰۰۴ میلادی، واکشی شده در ۱۸ دسامبر ۲۰۰۶ میلادی.
  - «در میان اکاذیبی که به‌طور روتین اشاعه می‌شوند این ادعاها که هیچ اتاق گازی در آشویتس وجود نداشته، به جای شش میلیون فقط ۶۰۰۰۰۰ یهودی کشته شدند، و این که هیتلر هیچ نیت جنایت باری علیه یهودیان یا دیگر گروهی‌های تحت تعقیب دولتش نداشت.» انکار هولوکاست (Holocaust Denial بایگانی‌شده  در ۴ آوریل ۲۰۰۷ توسط Wayback Machine)، اتحادیه ضد افترا، ۲۰۰۱ میلادی. واکشی شده در ۲۸ ژوئن ۲۰۰۷ میلادی.
  - «در حالت کلی، انکار هولوکاست شامل ۴ کانون مرکزی می‌شود: کمینه سازی شمار کشتگان، انکار استفاده از گاز [جهت کشتن]، انکار طبیعت سیستماتیک این نسل‌کشی، و ادعاهایی مبنی بر این که فراتر از همه این‌ها شواهد پس از جنگ جعل شده‌اند.» از Mark M. Hull، و Vera Moynes. تظاهر: در خیانت، هولوکاست، و یک دغلکار ایرلندی (Masquerade: Treason, the Holocaust, and an Irish Impostor)، انتشارات دانشگاه اوکلاهما، ۲۰۰۷ میلادی، صفحه ۱۸۱، ISBN 978-0-8061-5836-5
  - «به گفته منکران هولوکاست، نازی‌ها شش میلیون یهودی را به قتل نرساندند، تصور استفاده از گاز آدم‌کشی دز اتاق‌ها یک افسانه است، و هر مرگی از یهودیان که تحت حاکمیت نازی‌ها اتفاق افتاد نتیجه محرومیت‌های زمان جنگ بوده‌است، نه ظلم و جور سیستماتیک و کشتار جمعی سازمان دهی شده توسط حکومت.» دبورا لیپستاد (Deborah Lipstadt). «انکار هولوکاست» (Denying the Holocaust)، تاریخ، بی‌بی‌سی آنلاین. واکشی شده در ۷ ژوئن ۲۰۱۸.
4. ↑  «انواع اظهاراتی که در مطالب انکار هولوکاست مطرح می‌شود شامل این هاست:
  - به جای حدود شش میلیون یهودی، چند صد هزار نفر در طول جنگ کشته شدند.
  - شواهد علمی ثابت می‌کنند که اتاق‌های گاز نمی‌توانستند برای کشتن تعداد زیادی از مردم استفاده شده باشند.
  - آن حم نازی سیاست اخراج یهودیان را دارا بود، نه نابودسازی آنان را.
  - برخی قتل‌های عمدی یهودیان رخ داد، اما توسط مردمانی از اروپای شرقی نه نازی‌ها.
  - یهودیان در اردوگاه‌ها به دلایل مختلفی [بله] مردند، لکن در نتیجه گرسنگی و بیماری مردند (بیش ترشان از در دسترس نبودن غذا به دلیل بمباران متفقین مردند). هولوکاست افسانه ای که توسط متفقین برای اهداف پروپاگاندایی ساخته شده، و به تبع آن توسط یهودیان برای مقصاد خودشان بال و پر داده شد.
  - خطاها و ناهماهنگی‌ها در شواهد بازماندگان به [ضرورتاً] غیرقابل اعتماد بودن ذاتی آن‌ها اشاره دارد.
  - شواهد مستند شده ادعایی از هولوکاست، برگرفته از تصاویر قربانیان اردوگاه‌های کار اجباری در خاطرات ان فرانک (Anne Frank)، جعل شده‌است.
  - اعرافات نازی‌های سابق به جرائم جنگی از طریق شکنجه استخراج شده‌است.» ذات انکار هولوکاست: انکار هولوکاست چیست؟ (The nature of Holocaust denial: What is Holocaust denial?) آرشیوشده در ۱۸ ژوئیه ۲۰۱۱، در وی‌بک ماشین.، گزارش JPR شماره ۳، در ۲۰۰۰ میلادی. واکشی شده در ۱۸ دسامبر ۲۰۰۶.
5. ↑  انکار در مقابل «تجدید نظر طلبی»:

  - «این، همان عارضه است که چه چیزی آمده به عنوان 'تجدید نظر طلبی'، 'نفی گری'، یا 'انکار هولوکاست' شناخته شده، که مشخصه اصلی یا رد رک بی‌درنگ خودِ صداقت در نسل‌کشی یهودیان توسط نازی هاست، یا در کم‌ترین حالت تلاشی هماهنگ برای کم جلوه دادن هم مقیاس آن و هم اهمیت آن… مع‌هذا، این به همان میزان حیاتی است که بین سیاست‌های کاملاً زننده انکار و تجدید نظر طلبی محققانه آن تفاسیر از پیش پذیرفته شده قراردادی هر رخداد تاریخی ای، از جمله هولوکاست، تمایز قائل شد.» اومر بارتوو (Omer Bartov). هولوکاست: خاستگاه‌ها، پیاده‌سازی و عواقب (Holocaust: Origins, Implementation and Aftermath)، روتلج، صفحات ۱۱–۱۲. بارتوو John P. Birkelund است، پروفسور برجسته تاریخ اروپاییان از مؤسسه واتسون (Watson Institute)، که به عنوان یکی از مؤلفان پیشگام دنیا در زمینه نسل‌کشی به‌شمار می‌رود («اومر بارتوو»، آرشیوشده در ۱۶ دسامبر ۲۰۰۸، در وی‌بک ماشین، مؤسسه مطالعات بین‌المللی واتسون).
  - «دو پرده‌گشایی انتقادی پیشگام در مورد انکار هولوکاست در ایالات متحده آمریکا توسط مورخان دبورا لیپستاد (Deborah Lipstadt) (سال ۱۹۹۳ میلادی) و مایکل شرمر و الکس گروبمن (Michael Shermer and Alex Grobman) (سال ۲۰۰۰ میلادی) به رشته تحریر درآمد. این پژوهش گران بین تجدید نظر طلبی و انکار تمایزی ایجاد می‌کنند. تجدید نظرطلبی، در دیدگاه آنان، پالایش دانش موجود دربارهٔ رویدادی تاریخی را در بر می‌گیرد، نه انکاری از خود رویداد را، که از طریق بررسی شواهد تجربی جدید یا بررسی دوباره یا تفسیر دوباره شواهد موجود امکان می‌پذیرد. تجدید نظر طلبی تاریخی مشروع به یک 'دسته به خصوص از شواهد غیرقابل رد' یا یک 'همگرایی شواهد'—مثل طاعون سیاه، برده‌داری آمریکایی، یا هولوکاست— که حاکی از آن هستند که رویدادی به واقع رخ داده‌است اذعان می‌کند (Lipstadt 1993:21; Shermer & Grobman 200:34). از دیگر سو انکار، کل اساس بست شواهد تاریخی را رد می‌کند…» رونالد برگر (Ronald J. Berger). سر درآوردن از هولوکاست: یک رویکرد مسائل اجتماعی (Fathoming the Holocaust: A Social Problems Approach)، الداین ترانسکشن (Aldine Transaction)، سال ۲۰۰۲ میلادی، صفحه ۱۵۴، شابک ‎۰−۲۰۲−۳۰۶۷۰−۴.
  - «در حال حاضر، در میانه دهه ۱۹۷۰ [میلادی]، هیولای انکار هولوکاست (که به شکل 'تجدیدنظرطلبی' نقاب زده) شروع به سر برآوردن در استرالیا کرده‌است…» پاول ر. بارتروپ، «فهمی یک‌کم بیش‌تر: تجربه یک آموزگار هولوکاست در استرالیا» در Samuel Totten, Steven Leonard Jacobs, Paul R Bartrop. Teaching about the Holocaust, Praeger/Greenwood, 2004, p. xix. شابک ‎۰−۲۷۵−۹۸۲۳۲−۷
  - "Pierre Vidal-Naquet urges that denial of the Holocaust should not be called 'revisionism' because 'to deny history is not to revise it'. Les Assassins de la Memoire. Un Eichmann de papier et autres essays sur le revisionisme (The Assassins of Memory—A Paper-Eichmann and Other Essays on Revisionism) 15 (1987)." Cited in Roth, Stephen J. "Denial of the Holocaust as an Issue of Law" in the Israel Yearbook on Human Rights, Volume 23, Martinus Nijhoff Publishers, 1993, شابک ‎۰−۷۹۲۳−۲۵۸۱−۸, p. 215.
  - "This essay describes, from a methodological perspective, some of the inherent flaws in the 'revisionist' approach to the history of the Holocaust. It is not intended as a polemic, nor does it attempt to ascribe motives. Rather, it seeks to explain the fundamental error in the 'revisionist' approach, as well as why that approach of necessity leaves no other choice. It concludes that 'revisionism' is a misnomer because the facts do not accord with the position it puts forward and, more importantly, its methodology reverses the appropriate approach to historical investigation.... 'Revisionism' is obliged to deviate from the standard methodology of historical pursuit, because it seeks to mold facts to fit a preconceived result; it denies events that have been objectively and empirically proved to have occurred; and because it works backward from the conclusion to the facts, thus necessitating the distortion and manipulation of those facts where they differ from the preordained conclusion (which they almost always do). In short, 'revisionism' denies something that demonstrably happened, through methodological dishonesty." McFee, Gordon. "Why 'Revisionism' Isn't", The Holocaust History Project, May 15, 1999. Retrieved December 22, 2006.
  - "Holocaust denial can be a particularly insidious form of antisemitism precisely because it often tries to disguise itself as something quite different: as genuine scholarly debate (in the pages, for example, of the innocuous-sounding Journal for Historical Review). Holocaust deniers often refer to themselves as 'revisionists', in an attempt to claim legitimacy for their activities. There are, of course, a great many scholars engaged in historical debates about the Holocaust whose work should not be confused with the output of the Holocaust deniers. Debate continues about such subjects as, for example, the extent and nature of ordinary Germans' involvement in and knowledge of the policy of genocide, and the timing of orders given for the extermination of the Jews. However, the valid endeavour of historical revisionism, which involves the re-interpretation of historical knowledge in the light of newly emerging evidence, is a very different task from that of claiming that the essential facts of the Holocaust, and the evidence for those facts, are fabrications." The nature of Holocaust denial: What is Holocaust denial? بایگانی‌شده  در ژوئیه ۱۸, ۲۰۱۱ توسط Wayback Machine, JPR report No. 3, 2000. Retrieved May 16, 2007.
  - "The deniers' selection of the name revisionist to describe themselves is indicative of their basic strategy of deceit and distortion and of their attempt to portray themselves as legitimate historians engaged in the traditional practice of illuminating the past. For historians, in fact, the name revisionism has a resonance that is perfectly legitimate – it recalls the controversial historical school known as World War I 'revisionists', who argued that the Germans were unjustly held responsible for the war and that consequently the Versailles treaty was a politically misguided document based on a false premise. Thus the deniers link themselves to a specific historiographic tradition of reevaluating the past. Claiming the mantle of the World War I revisionists and denying they have any objective other than the dissemination of the truth constitute a tactical attempt to acquire an intellectual credibility that would otherwise elude them." Deborah Lipstadt. Denying the Holocaust – The Growing Assault on Truth and Memory, Penguin, 1993, شابک ‎۰−۴۵۲−۲۷۲۷۴−۲, p. 25.
6. ↑  Refer to themselves as revisionists:

  - "The deniers' selection of the name revisionist to describe themselves is indicative of their basic strategy of deceit and distortion and of their attempt to portray themselves as legitimate historians engaged in the traditional practice of illuminating the past." Deborah Lipstadt. Denying the Holocaust—The Growing Assault on Truth and Memory, Penguin, 1993, شابک ‎۰−۴۵۲−۲۷۲۷۴−۲, p. 25.
  - "Dressing themselves in pseudo-academic garb, they have adopted the term 'revisionism' in order to mask and legitimate their enterprise." Introduction: Denial as Anti-Semitism بایگانی‌شده  در ۱ سپتامبر ۲۰۱۱ توسط Wayback Machine, "Holocaust Denial: An Online Guide to Exposing and Combating Anti-Semitic Propaganda", Anti-Defamation League, 2001. Retrieved June 12, 2007.
  - "Holocaust deniers often refer to themselves as 'revisionists', in an attempt to claim legitimacy for their activities. There are, of course, a great many scholars engaged in historical debates about the Holocaust whose work should not be confused with the output of the Holocaust deniers. Debate continues about such subjects as, for example, the extent and nature of ordinary Germans' involvement in and knowledge of the policy of genocide, and the timing of orders given for the extermination of the Jews. However, the valid endeavour of historical revisionism, which involves the re-interpretation of historical knowledge in the light of newly emerging evidence, is a very different task from that of claiming that the essential facts of the Holocaust, and the evidence for those facts, are fabrications." "The nature of Holocaust denial: What is Holocaust denial? بایگانی‌شده  در ژوئیه ۱۸, ۲۰۱۱ توسط Wayback Machine", JPR report No. 3, 2000. Retrieved May 16, 2007.
7. ↑  Predetermined conclusion:

  - "'Revisionism' is obliged to deviate from the standard methodology of historical pursuit because it seeks to mold facts to fit a preconceived result, it denies events that have been objectively and empirically proved to have occurred, and because it works backward from the conclusion to the facts, thus necessitating the distortion and manipulation of those facts where they differ from the preordained conclusion (which they almost always do). In short, 'revisionism' denies something that demonstrably happened, through methodological dishonesty." McFee, Gordon. "Why 'Revisionism' Isn't", The Holocaust History Project, May 15, 1999. Retrieved December 22, 2006.
  - Alan L. Berger, "Holocaust Denial: Tempest in a Teapot, or Storm on the Horizon?", in Zev Garber and Richard Libowitz (eds), Peace, in Deed: Essays in Honor of Harry James Cargas, Atlanta: Scholars Press, 1998, p. 154.
8. ↑  از Grzegorz Rossoliński-Liebe (سال ۲۰۱۲ میلادی) بگومگو کردن، تیره و تار کردن و گوشمالی کردن هولوکاست: مباحثات تاریخی پسا-شوروی بر OUN-UPA و دیگر جنبش‌های ملی گرایانه، امور یهودیان شرق اروپا، ۴۲:۳، ۱۹۹–۲۴۱، DOI: 10.1080/13501674.2012.730732 «در حالت کلی، انکار هولوکاست پسا-شوروی از انکار هولوکاست به سبک دیوید ایروینگ (David Irving) یا ارنست سیوندل (Ernst Zündel) متفاوت است. در فضای پسا-شوری، هولوکاست معمولاً هولکاست معمولاً آن طور انکار نشده‌است و فعالان حقوق رادیکال وجود اتاق‌های گاز در آشویتس، یا سیاست‌های یهودستیزانه آلمان نازی را زیر سؤال نبرده‌اند. در عوض، گفتمان‌های ملی گرایانه پسا-شوروی برخی عناصر ملی و منطقه ای هولوکاست را انکار کردند، مانند، برای مثال، معاضدت سازمان‌های ملی گرایانه یا ارتش‌های مختلف به آن، یا به‌طور خیلی مکرری شراکت جمعیت محلی در برنامه‌ها یا دیگر اشکال خشونت یهودستیزانه.»
9. ↑  A hoax designed to advance the interests of Jews:

  - "The title of App's major work on the Holocaust, The Six Million Swindle, is informative because it implies on its very own the existence of a conspiracy of Jews to perpetrate a hoax against non-Jews for monetary gain." Mathis, Andrew E. Holocaust Denial, a Definition, The Holocaust History Project, July 2, 2004. Retrieved May 16, 2007.Another belief of deniers is the death of the millions Jews was caused by sickness and disease."Holocaust Denial and Distortion". Retrieved 6 November 2013.[پیوند مرده]
  - "Jews are thus depicted as manipulative and powerful conspirators who have fabricated myths of their own suffering for their own ends. According to the Holocaust deniers, by forging evidence and mounting a massive propaganda effort, the Jews have established their lies as 'truth' and reaped enormous rewards from doing so: for example, in making financial claims on Germany and acquiring international support for Israel." The nature of Holocaust denial: What is Holocaust denial? بایگانی‌شده  در ژوئیه ۱۸, ۲۰۱۱ توسط Wayback Machine, JPR report No. 3, 2000. Retrieved May 16, 2007.
  - "Why, we might ask the deniers, if the Holocaust did not happen would any group concoct such a horrific story? Because, some deniers claim, there was a conspiracy by Zionists to exaggerate the plight of Jews during the war in order to finance the state of Israel through war reparations." Michael Shermer & Alex Grobman. Denying History: who Says the Holocaust Never Happened and why Do They Say It?, University of California Press, 2000, شابک ‎۰−۵۲۰−۲۳۴۶۹−۳, p. 106.
  - "Since its inception … the Institute for Historical Review (IHR), a California-based Holocaust denial organization founded by Willis Carto of Liberty Lobby, has promoted the antisemitic conspiracy theory that Jews fabricated tales of their own genocide to manipulate the sympathies of the non-Jewish world." Antisemitism and Racism Country Reports: United States بایگانی‌شده  در ژوئن ۲۸, ۲۰۱۱ توسط Wayback Machine, Stephen Roth Institute, 2000. Retrieved May 17, 2007.
  - "The central assertion for the deniers is that Jews are not victims but victimizers. They 'stole' billions in reparations, destroyed Germany's good name by spreading the 'myth' of the Holocaust, and won international sympathy because of what they claimed had been done to them. In the paramount miscarriage of injustice, they used the world's sympathy to 'displace' another people so that the state of Israel could be established. This contention relating to the establishment of Israel is a linchpin of their argument." Deborah Lipstadt. Denying the Holocaust – The Growing Assault on Truth and Memory, Penguin, 1993, شابک ‎۰−۴۵۲−۲۷۲۷۴−۲, p. 27.
  - "They [Holocaust deniers] picture a vast shadowy conspiracy that controls and manipulates the institutions of education, culture, the media and government in order to disseminate a pernicious mythology. The purpose of this Holocaust mythology, they assert, is the inculcation of a sense of guilt in the white, Western Christian world. Those who can make others feel guilty have power over them and can make them do their bidding. This power is used to advance an international Jewish agenda centered in the Zionist enterprise of the State of Israel." Introduction: Denial as Anti-Semitism بایگانی‌شده  در ۱ سپتامبر ۲۰۱۱ توسط Wayback Machine, "Holocaust Denial: An Online Guide to Exposing and Combating Anti-Semitic Propaganda", Anti-Defamation League, 2001. Retrieved June 12, 2007.
  - "Deniers argue that the manufactured guilt and shame over a mythological Holocaust led to Western, specifically United States, support for the establishment and sustenance of the Israeli state – a sustenance that costs the American taxpayer over three billion dollars per year. They assert that American taxpayers have been and continue to be swindled...." Introduction: Denial as Anti-Semitism بایگانی‌شده  در ۱ سپتامبر ۲۰۱۱ توسط Wayback Machine, "Holocaust Denial: An Online Guide to Exposing and Combating Anti-Semitic Propaganda", Anti-Defamation League, 2001. Retrieved June 12, 2007.
  - "The stress on Holocaust revisionism underscored the new anti-Semitic agenda gaining ground within the Klan movement. Holocaust denial refurbished conspiratorial anti-Semitism. Who else but the Jews had the media power to hoodwink unsuspecting masses with one of the greatest hoaxes in history? And for what motive? To promote the claims of the illegitimate state of Israel by making non-Jews feel guilty, of course." Lawrence N. Powell, Troubled Memory: Anne Levy, the Holocaust, and David Duke's Louisiana, University of North Carolina Press, 2000, شابک ‎۰−۸۰۷۸−۵۳۷۴−۷, p. 445.
10. ↑  Conspiracy theory:

  - "While appearing on the surface as a rather arcane pseudo-scholarly challenge to the well-established record of Nazi genocide during the Second World War, Holocaust denial serves as a powerful conspiracy theory uniting otherwise disparate fringe groups...." Introduction: Denial as Anti-Semitism بایگانی‌شده  در ۱ سپتامبر ۲۰۱۱ توسط Wayback Machine, "Holocaust Denial: An Online Guide to Exposing and Combating Anti-Semitic Propaganda", Anti-Defamation League, 2001. Retrieved June 12, 2007.
  - "Before discussing how Holocaust denial constitutes a conspiracy theory, and how the theory is distinctly American, it is important to understand what is meant by the term 'Holocaust denial.'" Mathis, Andrew E. Holocaust Denial, a Definition, The Holocaust History Project, July 2, 2004. Retrieved December 18, 2006.
  - "Since its inception … the Institute for Historical Review (IHR), a California-based Holocaust denial organization founded by Willis Carto of Liberty Lobby, has promoted the antisemitic conspiracy theory that Jews fabricated tales of their own genocide to manipulate the sympathies of the non-Jewish world." Antisemitism and Racism Country Reports: United States بایگانی‌شده  در ژوئن ۲۸, ۲۰۱۱ توسط Wayback Machine, Stephen Roth Institute, 2000. Retrieved May 17, 2007.
11. ↑  Antisemitic:

  - "Contemporary examples of antisemitism in public life, the media, schools, the workplace, and in the religious sphere could, taking into account the overall context, include … denying the fact, scope, mechanisms (e.g. gas chambers) or intentionality of the genocide of the Jewish people at the hands of National Socialist Germany and its supporters and accomplices during World War II (the Holocaust)." "Working Definition of Antisemitism" (PDF). Archived from the original (PDF) on January 25, 2011.  (33.8 KB), European Fundamental Rights Agency
  - "It would elevate their antisemitic ideology – which is what Holocaust denial is – to the level of responsible historiography – which it is not." Deborah Lipstadt, Denying the Holocaust, شابک ‎۰−۱۴−۰۲۴۱۵۷−۴, p. 11.
  - "The denial of the Holocaust is among the most insidious forms of anti-Semitism...." Roth, Stephen J. "Denial of the Holocaust as an Issue of Law" in the Israel Yearbook on Human Rights, Volume 23, Martinus Nijhoff Publishers, 1993, شابک ‎۰−۷۹۲۳−۲۵۸۱−۸, p. 215.
  - "Holocaust denial can be a particularly insidious form of antisemitism precisely because it often tries to disguise itself as something quite different: as genuine scholarly debate (in the pages, for example, of the innocuous-sounding Journal for Historical Review)." "The nature of Holocaust denial: What is Holocaust denial? بایگانی‌شده  در ژوئیه ۱۸, ۲۰۱۱ توسط Wayback Machine", JPR report No. 3, 2000. Retrieved May 16, 2007.
  - "This books treats several of the myths that have made antisemitism so lethal.... In addition to these historic myths, we also treat the new, maliciously manufactured myth of Holocaust denial, another groundless belief that is used to stir up Jew-hatred." Schweitzer, Frederick M. & Perry, Marvin. Anti-Semitism: myth and hate from antiquity to the present, Palgrave Macmillan, 2002, شابک ‎۰−۳۱۲−۱۶۵۶۱−۷, p. 3.
  - "One predictable strand of Arab Islamic antisemitism is Holocaust denial...." Schweitzer, Frederick M. & Perry, Marvin. Anti-Semitism: myth and hate from antiquity to the present, Palgrave Macmillan, 2002, شابک ‎۰−۳۱۲−۱۶۵۶۱−۷, p. 10.
  - "Anti-Semitism, in the form of Holocaust denial, had been experienced by just one teacher when working in a Catholic school with large numbers of Polish and Croatian students." Geoffrey Short, Carole Ann Reed. Issues in Holocaust Education, Ashgate Publishing, 2004, شابک ‎۰−۷۵۴۶−۴۲۱۱−۹, p. 71.
  - "Indeed, the task of organized antisemitism in the last decade of the century has been the establishment of Holocaust Revisionism – the denial that the Holocaust occurred." Stephen Trombley, "antisemitism", The Norton Dictionary of Modern Thought, W. W. Norton & Company, 1999, شابک ‎۰−۳۹۳−۰۴۶۹۶−۶, p. 40.
  - "After the Yom Kippur War an apparent reappearance of antisemitism in France troubled the tranquility of the community; there were several notorious terrorist attacks on synagogues, Holocaust revisionism appeared, and a new antisemitic political right tried to achieve respectability." Howard K. Wettstein, Diasporas and Exiles: Varieties of Jewish Identity, University of California Press, 2002, شابک ‎۰−۵۲۰−۲۲۸۶۴−۲, p. 169.
  - "Holocaust denial is a convenient polemical substitute for anti-semitism." Igounet, Valérie. "Holocaust denial is part of a strategy", Le Monde diplomatique, May 1998.
  - "Holocaust denial is a contemporary form of the classic anti-Semitic doctrine of the evil, manipulative and threatening world Jewish conspiracy." Introduction: Denial as Anti-Semitism بایگانی‌شده  در ۱ سپتامبر ۲۰۱۱ توسط Wayback Machine, "Holocaust Denial: An Online Guide to Exposing and Combating Anti-Semitic Propaganda", Anti-Defamation League, 2001. Retrieved June 12, 2007.
  - "In a number of countries, in Europe as well as in the United States, the negation or gross minimization of the Nazi genocide of Jews has been the subject of books, essay and articles. Should their authors be protected by freedom of speech? The European answer has been in the negative: such writings are not only a perverse form of anti-semitism but also an aggression against the dead, their families, the survivors and society at large." Roger Errera, "Freedom of speech in Europe", in Georg Nolte, European and US Constitutionalism, Cambridge University Press, 2005, شابک ‎۰−۵۲۱−۸۵۴۰۱−۶, pp. 39–40.
  - "Particularly popular in Syria is Holocaust denial, another staple of Arab anti-Semitism that is sometimes coupled with overt sympathy for Nazi Germany." Efraim Karsh, Rethinking the Middle East, Routledge, 2003, شابک ‎۰−۷۱۴۶−۵۴۱۸−۳, p. 104.
  - "Holocaust denial is a new form of anti-Semitism, but one that hinges on age-old motifs." Dinah Shelton, Encyclopedia of Genocide and Crimes Against Humanity, Macmillan Reference, 2005, p. 45.
  - "The stress on Holocaust revisionism underscored the new anti-Semitic agenda gaining ground within the Klan movement. Holocaust denial refurbished conspiratorial anti-Semitism. Who else but the Jews had the media power to hoodwink unsuspecting masses with one of the greatest hoaxes in history? And for what motive? To promote the claims of the illegitimate state of Israel by making non-Jews feel guilty, of course." Lawrence N. Powell, Troubled Memory: Anne Levy, the Holocaust, and David Duke's Louisiana, University of North Carolina Press, 2000, شابک ‎۰−۸۰۷۸−۵۳۷۴−۷, p. 445.
  - "Since its inception … the Institute for Historical Review (IHR), a California-based Holocaust denial organization founded by Willis Carto of Liberty Lobby, has promoted the antisemitic conspiracy theory that Jews fabricated tales of their own genocide to manipulate the sympathies of the non-Jewish world." Antisemitism and Racism Country Reports: United States بایگانی‌شده  در ژوئن ۲۸, ۲۰۱۱ توسط Wayback Machine, Stephen Roth Institute, 2000. Retrieved May 17, 2007.
  - "The primary motivation for most deniers is anti-Semitism, and for them the Holocaust is an infuriatingly inconvenient fact of history. After all, the Holocaust has generally been recognized as one of the most terrible crimes that ever took place, and surely the very emblem of evil in the modern age. If that crime was a direct result of anti-Semitism taken to its logical end, then anti-Semitism itself, even when expressed in private conversation, is inevitably discredited among most people. What better way to rehabilitate anti-Semitism, make anti-Semitic arguments seem once again respectable in civilized discourse and even make it acceptable for governments to pursue anti-Semitic policies than by convincing the world that the great crime for which anti-Semitism was blamed simply never happened – indeed, that it was nothing more than a frame-up invented by the Jews, and propagated by them through their control of the media? What better way, in short, to make the world safe again for anti-Semitism than by denying the Holocaust?" Reich, Walter. "Erasing the Holocaust", The New York Times, July 11, 1993.
  - "There is now a creeping, nasty wave of anti-Semitism … insinuating itself into our political thought and rhetoric.... The history of the Arab world … is disfigured … by a whole series of outmoded and discredited ideas, of which the notion that the Jews never suffered and that the Holocaust is an obfuscatory confection created by the elders of Zion is one that is acquiring too much, far too much, currency." Edward Said, "A Desolation, and They Called it Peace" in Those who forget the past, Ron Rosenbaum (ed), Random House 2004, p. 518.
12. 1 2  «صدای آمریکا». بایگانی‌شده از اصلی در ۳۰ نوامبر ۲۰۰۶. دریافت‌شده در ۳۰ نوامبر ۲۰۰۶.
13. ↑  Lipstadt, Deborah E. (1994). Denying the Holocaust: the growing assault on truth and memory (reprint ed.). Plume. ISBN 978-0-452-27274-3.
14. ↑  Niewyk, Donald L., ed. (1992). "1: Introduction". The Holocaust: Problems and Perspectives of Interpretation. D. C. Heath and Company. p. 7. ISBN 978-0-618-21462-4.
15. ↑  جایگاه هولوکاست. سید محمد تراهی. مرکز اسناد انقلاب اسلامی. ۱۳۸۴ (ISBN 964-419-110-2) مرکز اسناد ص ۱۲۸ و ۱۲۹
16. ↑  «Historical Revisionism by Castle Hill Publishers». بایگانی‌شده از اصلی در ۱۰ مارس ۲۰۰۹. دریافت‌شده در ۱۱ آوریل ۲۰۰۹.
17. ↑  . صدای آمریکا
18. 1 2  سرژ کلارزفلد (۱۹۹۶ میلادی). «کودکان فرانسوی هولوکاست: یک یادبود» ("French Children of the Holocaust: A Memorial"). نیویورک: انتشارات دانشگاه نیویورک. شابک 9780814726624. ال‌سی‌سی‌ان 96031206. اُسی‌ال‌سی 35029709. صفحه xiii.
19. ↑  Hobbs, Joseph Patrick; Eisenhower, Dwight D.; Marshall, George Catlett (12 May 1999). Dear General: Eisenhower's Wartime Letters to Marshall. Baltimore: Johns Hopkins University Press. ISBN 0-8018-6219-1.
20. ↑  Claudio Fogu; Wulf Kansteiner; Todd Presner (17 October 2016). Probing the Ethics of Holocaust Culture. Harvard University Press. p. 68. ISBN 978-0-674-97051-9.
21. ↑  Herwig, Holger "Clio Deceived" pp. 5–44 from International Security, Volume 12, Issue 2, Fall 1987, pp. 21–23 & 26
22. ↑  Lipstadt, Deborah Denying the Holocaust: The Growing Assault on Truth and Memory, New York: Free Press ; Toronto: Maxwell Macmillan Canada ; New York ; Oxford: Maxwell Macmillan International, 1993 page 71
23. ↑  Chip Berlet & Matthew J. Lyons, Right-Wing Populism in America: Too Close for Comfort, New York: Guilford Press, 2000, p. 189.
24. ↑  R. v. Zundel (August 27, 1992). Text
25. ↑  "United States of America". axt.org.uk. 1998. Archived from the original on June 20, 2008.
26. ↑  "Poisoning the Web – Committee for Open Debate on the Holocaust." ADL. 2001. April 24, 2008.
27. ↑  Evans, Richard J. In Hitler's Shadow New York: Pantheon Books, 1989 page 83.
28. ↑  Dawidowicz, Lucy What Is The Use of Jewish History?, New York: Schocken Books, 1992 pages 129–130
29. ↑  "O.B.C Biography – Kenneth McVay". Archived from the original on May 16, 2008. Retrieved June 30, 2008.
30. 1 2 3 4  جایگاه هولوکاست. سید محمد تراهی. مرکز اسناد انقلاب اسلامی. ۱۳۸۴ (ISBN 964-419-110-2) مرکز اسناد ص ۱۲۹ تا ۱۳۲
31. ↑  James Simonelli, ‎Frederick (1999), American fuehrer: George Lincoln Rockwell and the American Nazi Party (به انگلیسی), University of Illinois Press, p. 107{{citation}}:  نگهداری یادکرد:نام‌های متعدد:فهرست نویسندگان (link)
32. ↑  Junker, ‎Detlef (2004), The United States and Germany in the Era of the Cold War (به انگلیسی), Philipp Gassert, Wilfried Mausbach, David B. Morris, Cambridge University Press, p. 496{{citation}}:  نگهداری یادکرد:نام‌های متعدد:فهرست نویسندگان (link)[پیوند مرده]
33. ↑  Gardell, ‎Mattias (2003), Gods of the blood: the pagan revival and white separatism (به انگلیسی), Duke University Press, p. 53{{citation}}:  نگهداری یادکرد:نام‌های متعدد:فهرست نویسندگان (link)
34. ↑  M. Blee, ‎Kathleen (2003), Inside organized racism: women in the hate movement (به انگلیسی), University of California Press, p. 92{{citation}}:  نگهداری یادکرد:نام‌های متعدد:فهرست نویسندگان (link)
35. 1 2 3 4 5 6  «Historical Revisionism by Castle Hill Publishers». بایگانی‌شده از اصلی در ۱۰ مارس ۲۰۰۹. دریافت‌شده در ۱۱ آوریل ۲۰۰۹.
36. ↑  جایگاه هولوکاست. سید محمد تراهی. مرکز اسناد انقلاب اسلامی. ۱۳۸۴ (ISBN 964-419-110-2) مرکز اسناد ص ۴۲ تا ۴۶
37. ↑  Journal of Historical Revew
38. ↑  «Historical Revisionism by Vrij Historisch Onderzoek». بایگانی‌شده از اصلی در ۹ اكتبر ۲۰۱۷. دریافت‌شده در ۱۵ اكتبر ۲۰۱۷. تاریخ وارد شده در |بازبینی=،|archive-date= را بررسی کنید (کمک)
39. ↑  Revisionist
40. ↑  «Holocaust Denial - Conspiracy Theories in American History». بایگانی‌شده از اصلی در ۹ ژوئن ۲۰۱۱. دریافت‌شده در ۱۷ ژوئیه ۲۰۰۹.
41. 1 2 3  «Historical Revisionism by Castle Hill Publishers». بایگانی‌شده از اصلی در ۱۰ مارس ۲۰۰۹. دریافت‌شده در ۱۱ آوریل ۲۰۰۹.
42. ↑  رژه گارودی (۱۳۷۵)، «اسطوره دادرسی نورنبرگ»، اسطوره‌های بنیانگذار سیاست اسرائیل، ترجمهٔ مجید شریف، تهران: موسسه خدمات فرهنگی رسا، ص. ۱۰۸ تا ۱۳۲، شابک [[ویژه:منابع کتاب/964
-317-282-1|۹۶۴
-۳۱۷-۲۸۲-۱]] مقدار |شابک= را بررسی کنید: length (کمک) کاراکتر line feed character در |شابک= در موقعیت 4 (کمک)
43. 1 2  رژه گارودی (۱۳۷۵)، «اسطوره شش میلیون»، اسطوره‌های بنیانگذار سیاست اسرائیل، ترجمهٔ مجید شریف، تهران: موسسه خدمات فرهنگی رسا، ص. ۱۷۷ و ۱۷۸، شابک [[ویژه:منابع کتاب/964
-317-282-1|۹۶۴
-۳۱۷-۲۸۲-۱]] مقدار |شابک= را بررسی کنید: length (کمک) کاراکتر line feed character در |شابک= در موقعیت 4 (کمک)
44. ↑  Simon Wiesenthal - no 'gas chambers'
45. ↑  BBC News | UK | Gas chambers did not exist - historian
46. ↑  جایگاه هولوکاست. سید محمد تراهی. مرکز اسناد انقلاب اسلامی. ۱۳۸۴ (ISBN 964-419-110-2) مرکز اسناد ص ۹۲ تا ۱۰۱
47. ↑  «TR ۱/۲۰۰۳: R. Faurisson: How many deaths at Auschwitz?». بایگانی‌شده از اصلی در ۳ فوریه ۲۰۰۹. دریافت‌شده در ۱۱ آوریل ۲۰۰۹.
48. ↑  لوموند ۲۳ ژوئیه ۱۹۹۰
49. ↑  [پیوند مرده]
50. ↑  رژه گارودی (۱۳۷۵)، «حربه جنایت»، اسطوره‌های بنیانگذار سیاست اسرائیل، ترجمهٔ مجید شریف، تهران: موسسه خدمات فرهنگی رسا، ص. ۱۵۷، شابک [[ویژه:منابع کتاب/964
-317-282-1|۹۶۴
-۳۱۷-۲۸۲-۱]] مقدار |شابک= را بررسی کنید: length (کمک) کاراکتر line feed character در |شابک= در موقعیت 4 (کمک)
51. ↑  دیلی تلگراف ۲۵ ژوئن ۱۹۴۶ صفحهٔ ۵
52. ↑  Simon Wiesenthal: Fraudulent 'Nazi Hunter'
53. ↑  http://www.library.flawlesslogic.com/soap.htm صابون یهودی
54. ↑  رژه گارودی (۱۳۷۵)، «اسطوره شش میلیون»، اسطوره‌های بنیانگذار سیاست اسرائیل، ترجمهٔ مجید شریف، تهران: موسسه خدمات فرهنگی رسا، ص. ۱۵۷ و ۱۵۸، شابک [[ویژه:منابع کتاب/964
-317-282-1|۹۶۴
-۳۱۷-۲۸۲-۱]] مقدار |شابک= را بررسی کنید: length (کمک) کاراکتر line feed character در |شابک= در موقعیت 4 (کمک)
55. 1 2 3 4 5 6 7  The Nuremberg Trials (part ۱)
56. ↑  جایگاه هولوکاست. سید محمد تراهی. مرکز اسناد انقلاب اسلامی. ۱۳۸۴ (ISBN 964-419-110-2) مرکز اسناد ص ۱۰۱ تا ۱۲۵
57. ↑  رژه گارودی (۱۳۷۵)، «اسطوره شش میلیون»، اسطوره‌های بنیانگذار سیاست اسرائیل، ترجمهٔ مجید شریف، تهران: موسسه خدمات فرهنگی رسا، ص. ۱۵۹ و ۱۶۰، شابک [[ویژه:منابع کتاب/964
-317-282-1|۹۶۴
-۳۱۷-۲۸۲-۱]] مقدار |شابک= را بررسی کنید: length (کمک) کاراکتر line feed character در |شابک= در موقعیت 4 (کمک)
58. ↑  «مبارزه با انکار هولوکاست: اسناد ارائه شده درباره هولوکاست در نورنبرگ | دایرة المعارف هولوكاست». encyclopedia.ushmm.org. دریافت‌شده در ۲۰۲۴-۰۵-۱۲.
59. ↑  از. «مل مرملشتاین درگذشت: بازماندگان با منکران هولوکاست مقابله کردند». دیس نیوز disnews. دریافت‌شده در ۲۰۲۴-۰۵-۱۲.
60. ↑    - {{cite news

  |last=Laytner
  |first=Ron
  |date=19 February 1981
  |newspaper=The Deseret News
  |title=The first astronaut: tiny, daring Hanna
  |url=https://news.google.com/newspapers?id=kz8jAAAAIBAJ&pg=5612,5305691&dq=i-still-wear-the-iron-cross-with-diamonds-hitler-gave-me-but-today-in-all-germany-you-can-t-find-a-single-person-who-voted-adolf-hitler-into-power&hl=en
  |page=12C
61. ↑   1981[۶۰].
62. ↑    - {{Cite book

  |last=Mulley
  |first=Clare
  |date=18 July 2017
  |url=https://books.google.com/books?id=7GZ9DQAAQBAJ&q=%22i+am+hearing+that+germany+is+killing+jews%22&pg=PA264
  |title=The Women Who Flew for Hitler: A True Story of Soaring Ambition and Searing Rivalry
  |isbn=978-1-250-13316-8
  |author-link=Clare Mulley
  |publisher=St. Martin's Press
63. ↑   2017[۶۲].
64. ↑  BBCPersian.com
65. ↑  BBCPersian.com
66. ↑  Swiss revisionist [Jürgen Graf] forced into exile for thought crime
67. ↑  BBCPersian.com
68. ↑  «The Zionist Terror Network». بایگانی‌شده از اصلی در ۲۷ نوامبر ۲۰۰۷. دریافت‌شده در ۲۷ نوامبر ۲۰۰۷.
69. ↑  دادگاه فرجام پاریس رای صادره علیه روبر فوریسون را تأیید کرد
70. ↑  سریال دوران طلایی. پخش شده در اسفند ۷۱ و فروردین ۷۲
71. ↑  روزنامه جمهوری اسلامی. ۵/۲/۷۲ و روزنامه کیهان ۵/۲/۷۲
72. ↑  دیدار احمدی‌نژاد با مهمانان کنفرانس هولوکاست دویچه وله صدای آلمان
73. ↑  هولوکاست؛ پس از ۷۰سال بایگانی‌شده  در ۲۲ مه ۲۰۰۹ توسط Wayback Machine وبگاه روزنامه همشهری
74. ↑  "Iran's Khamenei questions 'certainty' of Holocaust - Iranian Threat - Jerusalem Post". www.jpost.com. Retrieved 28 February 2019.
75. ↑  "Reacting against Iranian leader's reported Holocaust denial, Annan points to facts". United Nations News Centre. 8 December 2005. Retrieved 2 July 2013. The Secretary-General was shocked to see the remarks attributed to H.E. President Mahmoud Ahmadinejad, President of the Islamic Republic of Iran, in which he reportedly cast doubt on the truth of the Holocaust....
76. ↑  "Holocaust denial undermines the Palestinian cause". thecommentator.com. Archived from the original on 30 January 2019. Retrieved 25 May 2019.
77. ↑  "Soft-Spoken but Not Afraid to Voice Opinions". The New York Times. 11 March 2003. Retrieved 2 May 2012.
78. ↑  "Egyptian Islamists deny Holocaust". BBC News. December 23, 2005.
79. ↑  "Rapper B.o.B Name-drops Holocaust Denier David Irving in Latest Song". Haaretz. January 27, 2016. Retrieved February 15, 2016.
80. ↑  Lichtblau, Eric, (2015) The Nazis Next Door, How America Became a Safe Haven for Hitler's Men, p. 194, Published by Houghton, Mifflin, Harcourt, Boston
81. ↑  Grobman, Alex; Medoff, Rafael (2003). "Holocaust Denial: A Global Survey — 2003". The David S. Wyman Institute for Holocaust Studies. Retrieved September 2, 2006.
82. ↑  "Holocaust Denial: The State of Play". The Australian Jewish News. January 22, 2004. Archived from the original on September 10, 2006. Retrieved September 2, 2006.
83. ↑  Shermer, Michael; Grobman, Alex (2009). Denying History: Who Says the Holocaust Never Happened and Why Do They Say It? (Updated and expanded ed.). Berkeley, CA: University of California Press. pp. 48–58. ISBN 978-0-520-26098-6.
84. ↑  "Le Pen found guilty of Holocaust denial". The Telegraph. SAPA. February 8, 2008. Retrieved 17 November 2016.
85. ↑  Shermer, Michael; Grobman, Alex (2009). Denying History: Who Says the Holocaust Never Happened and Why Do They Say It? (Updated and expanded ed.). Berkeley, CA: University of California Press. pp. 129–133. ISBN 978-0-520-26098-6.
86. ↑  Eder, Jacob S.; Gassert, Philipp; Steinweis, Alan E. (2017). Holocaust Memory in a Globalizing World (به انگلیسی). Wallstein Verlag. pp. 99, 101. ISBN 978-3-8353-4011-4.
87. ↑  Staff (April 19, 1994) "Nation IN BRIEF : WASHINGTON, D.C. : Farrakhan's Ex-Aide at Holocaust Museum"[پیوند مرده] Los Angeles Times
88. ↑  Anti-Defamation League "Black-Jewish Relations: Khalid Abdul Muhammad - In His Own Words" Jewish Virtual Library
89. ↑  Editors (January 26, 1994) "Confronting a Hate Speech" The New York Times
90. ↑  Koziol, Michael (5 August 2016). "One Nation senator Malcolm Roberts wrote bizarre 'sovereign citizen' letter to Julia Gillard". The Sydney Morning Herald (به انگلیسی). Retrieved 27 February 2019.